# Presidência de John F. Kennedy
O mandato de John F. Kennedy como o 35º presidente dos Estados Unidos começou com sua posse em 20 de janeiro de 1961 e terminou com seu assassinato em 22 de novembro de 1963. Democrata de Massachusetts, ele assumiu o cargo após a eleição presidencial de 1960, na qual derrotou Richard Nixon, o então vice-presidente em exercício. Ele foi sucedido pelo vice-presidente Lyndon B. Johnson. O tempo de Kennedy no cargo foi marcado pelas tensões da Guerra Fria com a União Soviética e Cuba. Em Cuba, uma tentativa fracassada foi feita em abril de 1961 na Baía dos Porcos para derrubar o governo de Fidel Castro. Em outubro de 1962, o governo Kennedy soube que mísseis balísticos soviéticos haviam sido implantados em Cuba; a resultante crise dos mísseis cubanos acarretava o risco de uma guerra nuclear, mas terminou em um compromisso com os soviéticos retirando publicamente seus mísseis de Cuba e os EUA retirando secretamente alguns mísseis baseados na Itália e na Turquia. Para conter a expansão comunista na Ásia, Kennedy aumentou o número de conselheiros militares americanos no Vietnã do Sul; uma nova escalada do papel americano na Guerra do Vietnã ocorreria após a morte de Kennedy. Na América Latina, a Aliança para o Progresso de Kennedy visava promover os direitos humanos e fomentar o desenvolvimento econômico.
Na política doméstica, Kennedy fez propostas ousadas em sua agenda da "Nova Fronteira" (New Frontier), mas muitas de suas iniciativas foram bloqueadas pela coalizão conservadora de republicanos do norte e democratas do sul. Embora inicialmente relutante em buscar a legislação de direitos civis, em 1963 Kennedy propôs uma grande lei de direitos civis que acabou se tornando a Lei dos Direitos Civis de 1964. A economia experimentou um crescimento constante, baixa inflação e uma queda nas taxas de desemprego durante o mandato de Kennedy. O presidente adotou a filosofia da economia keynesiana e propôs uma lei de corte de impostos que foi aprovada como a Lei da Receita de 1964. Kennedy também estabeleceu o Peace Corps e prometeu pousar um americano na lua, intensificando assim a corrida espacial com a União Soviética.

## Eleição de 1960

### Nomeação democrata
O senador Kennedy terminou em segundo lugar na votação para vice-presidente da Convenção Nacional Democrata de 1956. Depois que o presidente republicano Dwight D. Eisenhower foi reeleito sobre Adlai Stevenson na eleição presidencial de 1956, Kennedy começou a preparar uma candidatura à presidência na eleição de 1960. Em janeiro de 1960, Kennedy anunciou formalmente sua candidatura nas eleições presidenciais daquele ano. O senador Hubert Humphrey de Minnesota emergiu como o principal desafiante de Kennedy nas primárias democratas de 1960, mas a vitória de Kennedy no estado fortemente protestante da Virgínia Ocidental provocou a retirada de Humphrey da corrida. Na Convenção Nacional Democrata de 1960, Kennedy rechaçou os desafios de Stevenson e do senador Lyndon B. Johnson, do Texas, para ganhar a indicação presidencial na primeira votação da convenção. Kennedy escolheu Johnson para ser seu companheiro de chapa na vice-presidência, apesar da oposição de muitos delegados liberais e da própria equipe de Kennedy, incluindo seu irmão Robert F. Kennedy. Kennedy acreditava que a presença de Johnson na chapa atrairia os eleitores do sul e achava que Johnson poderia servir como uma ligação valiosa com o Senado.
O vice-presidente em exercício Richard Nixon enfrentou pouca oposição para a indicação republicana de 1960. Ele venceu facilmente as primárias do partido e recebeu o apoio quase unânime dos delegados na Convenção Nacional Republicana de 1960. Nixon escolheu Henry Cabot Lodge Jr., o principal delegado dos EUA nas Nações Unidas, como seu companheiro de chapa. Ambos os candidatos presidenciais viajaram extensivamente durante o curso da campanha. Ideologicamente, Kennedy e Nixon concordaram com a continuação do New Deal e da política de contenção da Guerra Fria. As principais questões na campanha incluiu a economia, de Kennedy catolicismo, Cuba, e se os soviéticos programas espaciais e de mísseis tinha ultrapassado os dos EUA.

### Eleições gerais
Em 8 de novembro de 1960, Kennedy derrotou Nixon em uma das eleições presidenciais mais apertadas do século 20. Kennedy ganhou o voto popular por uma estreita margem de 120.000 votos de um recorde de 68,8 milhões de cédulas. Ele ganhou o voto eleitoral por uma margem mais ampla, recebendo 303 votos contra 219 de Nixon. Nas eleições simultâneas para o Congresso, os democratas mantiveram amplas maiorias na Câmara dos Representantes e no Senado. Kennedy foi a primeira pessoa nascida no século 20 a ser eleita presidente, e, aos 43 anos, a pessoa mais jovem eleita para o cargo. Ele também foi o primeiro católico romano eleito para a presidência.

## Posse

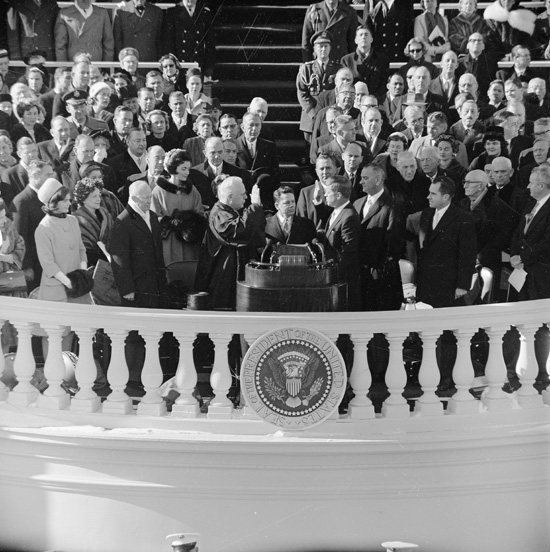
Chief Justice Earl Warren administra o juramento presidencial de John F. Kennedy no Capitólio, 20 de janeiro de 1961.

Kennedy foi empossado como o 35º presidente do país em 20 de janeiro de 1961, no Capitólio dos Estados Unidos. O Chefe de Justiça Earl Warren administrou o juramento de posse. Em seu discurso inaugural, Kennedy falou da necessidade de todos os americanos serem cidadãos ativos, dizendo: "Não pergunte o que seu país pode fazer por você; pergunte o que você pode fazer por seu país". Ele também convidou as nações do mundo a se unirem para combater o que ele chamou de "inimigos comuns do homem: tirania, pobreza, doença e a própria guerra".
O discurso refletia a confiança de Kennedy de que seu governo traçaria um curso historicamente significativo tanto na política interna quanto nos assuntos externos. O contraste entre essa visão otimista e as pressões de administrar as realidades políticas cotidianas no país e no exterior seria uma das principais tensões dos primeiros anos de seu governo.

## Relações Exteriores

### Corpo da Paz
Uma agência para permitir que os americanos se voluntariassem em países em desenvolvimento atraiu Kennedy porque se encaixava nos temas de sua campanha e proporcionava uma maneira de redefinir as relações americanas com o Terceiro Mundo. Ao assumir o cargo, Kennedy emitiu uma ordem executiva estabelecendo o Corpo da Paz e nomeou seu cunhado, Sargent Shriver, como o primeiro diretor da agência. Devido em grande parte aos esforços eficazes de lobby de Shriver, o Congresso aprovou o estabelecimento permanente dos programas do Peace Corps. Kennedy tinha muito orgulho do Corpo da Paz e garantiu que ele permanecesse livre da influência da CIA. Nos primeiros vinte e cinco anos, mais de 100.000 americanos serviram em 44 países como parte do programa. A maioria dos voluntários do Peace Corps ensinava inglês nas escolas, mas muitos se envolveram em atividades como construção e entrega de alimentos.

### A Guerra Fria e a resposta flexível
A política externa de Kennedy foi dominada pelos confrontos americanos com a União Soviética, manifestados por disputas por procuração no estado de tensão global conhecido como Guerra Fria. Como seus antecessores, Kennedy adotou a política de contenção, que buscava impedir a propagação do comunismo. A política New Look do presidente Eisenhower enfatizou o uso de armas nucleares para deter a ameaça de agressão soviética. Temendo a possibilidade de uma guerra nuclear global, Kennedy implementou uma nova estratégia conhecida como resposta flexível. Essa estratégia dependia de armas convencionais para atingir objetivos limitados. Kennedy esperava que a estratégia de resposta flexível permitisse aos EUA combater a influência soviética sem recorrer à guerra. Ao mesmo tempo, ele ordenou um aumento maciço do arsenal nuclear para estabelecer superioridade sobre a União Soviética.
Ao perseguir esse fortalecimento militar, Kennedy afastou-se da profunda preocupação de Eisenhower com os déficits orçamentários causados pelos gastos militares. Em contraste com a advertência de Eisenhower sobre os perigos do complexo militar-industrial, Kennedy concentrou-se no rearmamento. De 1961 a 1964, o número de armas nucleares aumentou em 50%, assim como o número de bombardeiros B-52 para entregá-las. A nova força ICBM cresceu de 63 mísseis balísticos intercontinentais para 424. Ele autorizou 23 novos submarinos Polaris, cada um com 16 mísseis nucleares. Enquanto isso, ele pediu às cidades que preparem abrigos antinucleares para a guerra nuclear.

### Cuba e União Soviética

#### Invasão da Baía dos Porcos

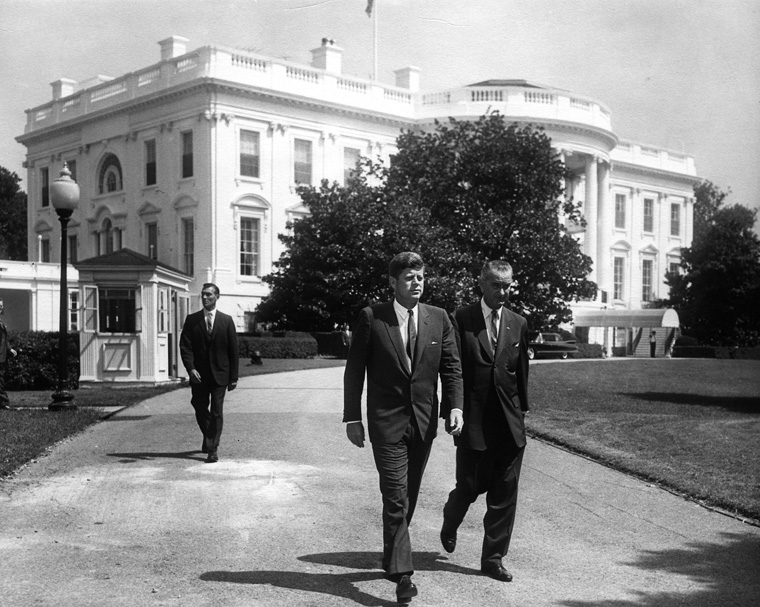
O presidente Kennedy e o vice-presidente Johnson dão um passeio pelos jardins da Casa Branca.

Fulgencio Batista, um ditador cubano amigo dos Estados Unidos, foi forçado a deixar o cargo em 1959 pela Revolução Cubana. Muitos nos Estados Unidos, incluindo o próprio Kennedy, inicialmente esperavam que o sucessor de Batista, Fidel Castro, presidiria as reformas democráticas. Ao frustrar essas esperanças, no final de 1960, Castro abraçou o marxismo, confiscou propriedades americanas e aceitou a ajuda soviética. A administração Eisenhower havia criado um plano para derrubar o regime de Castro através de uma invasão de Cuba por uma insurgência contrarrevolucionária composta por exilados cubanos anti-Castro treinados pelos EUA liderados por oficiais paramilitares da CIA. Kennedy havia feito campanha em uma posição de linha dura contra Castro e, quando apresentado ao plano que havia sido desenvolvido sob a administração Eisenhower, ele o adotou com entusiasmo, independentemente do risco de inflamar as tensões com a União Soviética.
Em 17 de abril de 1961, Kennedy ordenou a invasão da Baía dos Porcos: 1.500 cubanos treinados pelos americanos, chamados Brigada 2506, desembarcaram na enseada de mesmo nome. O objetivo era desencadear uma revolta popular generalizada contra Castro, mas tal revolta não ocorreu. Embora o plano do governo de Eisenhower tenha exigido um ataque aéreo americano para conter o contra-ataque cubano até que os invasores fossem estabelecidos, Kennedy rejeitou o ataque porque enfatizaria o patrocínio americano da invasão. Em 19 de abril de 1961, o governo cubano capturou ou matou os exilados invasores, e Kennedy foi forçado a negociar a libertação dos 1.189 sobreviventes. Após vinte meses, Cuba libertou os exilados capturados em troca de um resgate de US$ 53 milhões em alimentos e remédios.
Apesar da falta de envolvimento militar direto dos EUA, a União Soviética, Cuba e a comunidade internacional reconheceram que os EUA apoiaram a invasão. Kennedy concentrou-se principalmente nas repercussões políticas do plano, em vez de considerações militares. Na sequência, ele assumiu total responsabilidade pelo fracasso, dizendo: "Recebemos um grande chute na perna e merecemos. Mas talvez possamos aprender algo com isso." Os índices de aprovação de Kennedy subiram depois, ajudados em parte pelo apoio vocal dado a ele por Nixon e Eisenhower. Fora dos Estados Unidos, no entanto, a operação minou a reputação de Kennedy como líder mundial, e aumentou as tensões com a União Soviética. A administração Kennedy proibiu todas as importações cubanas, convenceu a Organização dos Estados Americanos a expulsar Cuba e recorreu à CIA para tramar a derrubada de Castro através de seu projeto cubano.

#### Encontro de Viena e o Muro de Berlim
Após a invasão da Baía dos Porcos, Kennedy anunciou que se encontraria com o primeiro-ministro soviético Nikita Khrushchev na cúpula de Viena de junho de 1961. A cúpula abrangeria vários temas, mas ambos os líderes sabiam que a questão mais controversa seria a de Berlim, que havia sido dividida em duas cidades com o início da Guerra Fria. O enclave de Berlim Ocidental ficava dentro da Alemanha Oriental aliada aos soviéticos, mas era apoiado pelos EUA e outras potências ocidentais. Os soviéticos queriam reunificar Berlim sob o controle da Alemanha Oriental, em parte devido ao grande número de alemães orientais que fugiram para Berlim Ocidental. O manejo de Kennedy da crise da Baía dos Porcos o convenceu de que Kennedy murcharia sob pressão. Kennedy, enquanto isso, queria se encontrar com Khrushchev o mais rápido possível para reduzir as tensões e minimizar o risco de uma guerra nuclear. Antes da cúpula, Harriman aconselhou Kennedy: "O estilo [de Khrushchev] será atacá-lo e ver se ele consegue se safar. Ria sobre isso, não entre em uma briga. Eleve-se acima dele. Divirta-se."

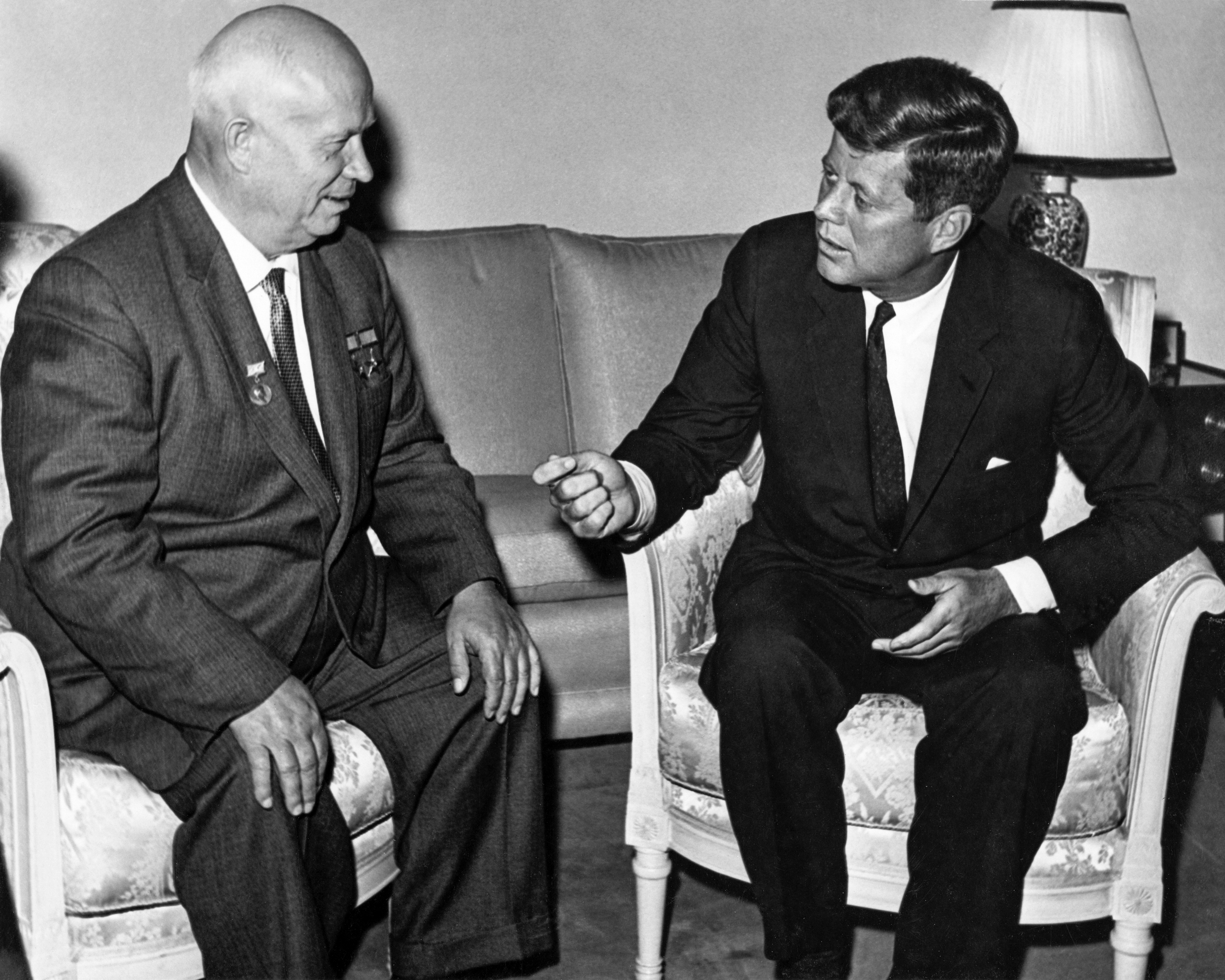
Kennedy reunião com o primeiro-ministro soviético Nikita Khrushchev em Viena em junho de 1961

Em 4 de junho de 1961, o presidente se encontrou com Khrushchev, onde deixou claro que qualquer tratado entre Berlim Oriental e a União Soviética que interferisse nos direitos de acesso dos EUA em Berlim Ocidental seria considerado um ato de guerra. Os dois líderes também discutiram a situação no Laos, a crise do Congo, o incipiente programa nuclear da China, um possível tratado de proibição de testes nucleares e outras questões. Pouco depois de Kennedy voltar para casa, a União Soviética anunciou sua intenção de assinar um tratado com Berlim Oriental que ameaçaria o acesso ocidental a Berlim Ocidental. Kennedy, deprimido e irritado, assumiu que sua única opção era preparar o país para uma guerra nuclear, que ele pessoalmente achava que tinha uma chance em cinco de ocorrer.
Nas semanas seguintes, mais de 20.000 pessoas fugiram de Berlim Oriental para o setor ocidental em reação às declarações da URSS. Kennedy iniciou reuniões intensivas sobre a questão de Berlim, onde Dean Acheson assumiu a liderança ao recomendar um reforço militar ao lado dos aliados da OTAN. Em um discurso de julho de 1961, Kennedy anunciou sua decisão de adicionar $ 3,25 bilhões para o orçamento de defesa afirmando que um ataque a Berlim Ocidental seria considerado um ataque aos EUA. Enquanto isso, a União Soviética e Berlim Oriental começaram a bloquear a passagem de berlinenses orientais para Berlim Ocidental e ergueram cercas de arame farpado em toda a cidade, que foram rapidamente transformadas no Muro de Berlim. Kennedy concordou com o muro, embora tenha enviado o vice-presidente Johnson a Berlim Ocidental para reafirmar o compromisso dos EUA com a defesa do enclave.

#### Crise dos mísseis de Cuba
Após a invasão da Baía dos Porcos, os líderes cubanos e soviéticos temiam que os Estados Unidos estivessem planejando outra invasão de Cuba, e Khrushchev aumentou a assistência econômica e militar à ilha. O governo Kennedy viu a crescente aliança Cuba-Soviética com alarme, temendo que ela pudesse eventualmente representar uma ameaça para os Estados Unidos. Kennedy não acreditava que a União Soviética arriscaria colocar armas nucleares em Cuba, mas despachou aviões espiões U-2 da CIA para determinar a extensão do acúmulo militar soviético. Em 14 de outubro de 1962, os aviões espiões tiraram fotos de locais de mísseis balísticos de alcance intermediário sendo construídos em Cuba pelos soviéticos. As fotos foram mostradas a Kennedy em 16 de outubro e chegou-se a um consenso de que os mísseis eram de natureza ofensiva.
Após a Cúpula de Viena, Khrushchev passou a acreditar que Kennedy não responderia efetivamente às provocações. No final de 1962, tanto os Estados Unidos quanto a União Soviética possuíam mísseis balísticos intercontinentais (ICBMs) capazes de entregar cargas nucleares, mas os EUA mantinham mais de 100 ICBMs, bem como mais de 100 mísseis balísticos lançados por submarinos (SLBMs). Por outro lado, a União Soviética não possuía SLBMs e tinha menos de 25 ICBMs. A colocação de mísseis em Cuba, portanto, ameaçou aumentar significativamente a capacidade de primeiro ataque da União Soviética e até mesmo o desequilíbrio nuclear. próprio Kennedy não acreditava que o envio de mísseis para Cuba alterasse fundamentalmente o equilíbrio estratégico das forças nucleares; mais significativo para ele foram as implicações políticas e psicológicas de permitir que a União Soviética mantivesse armas nucleares em Cuba.

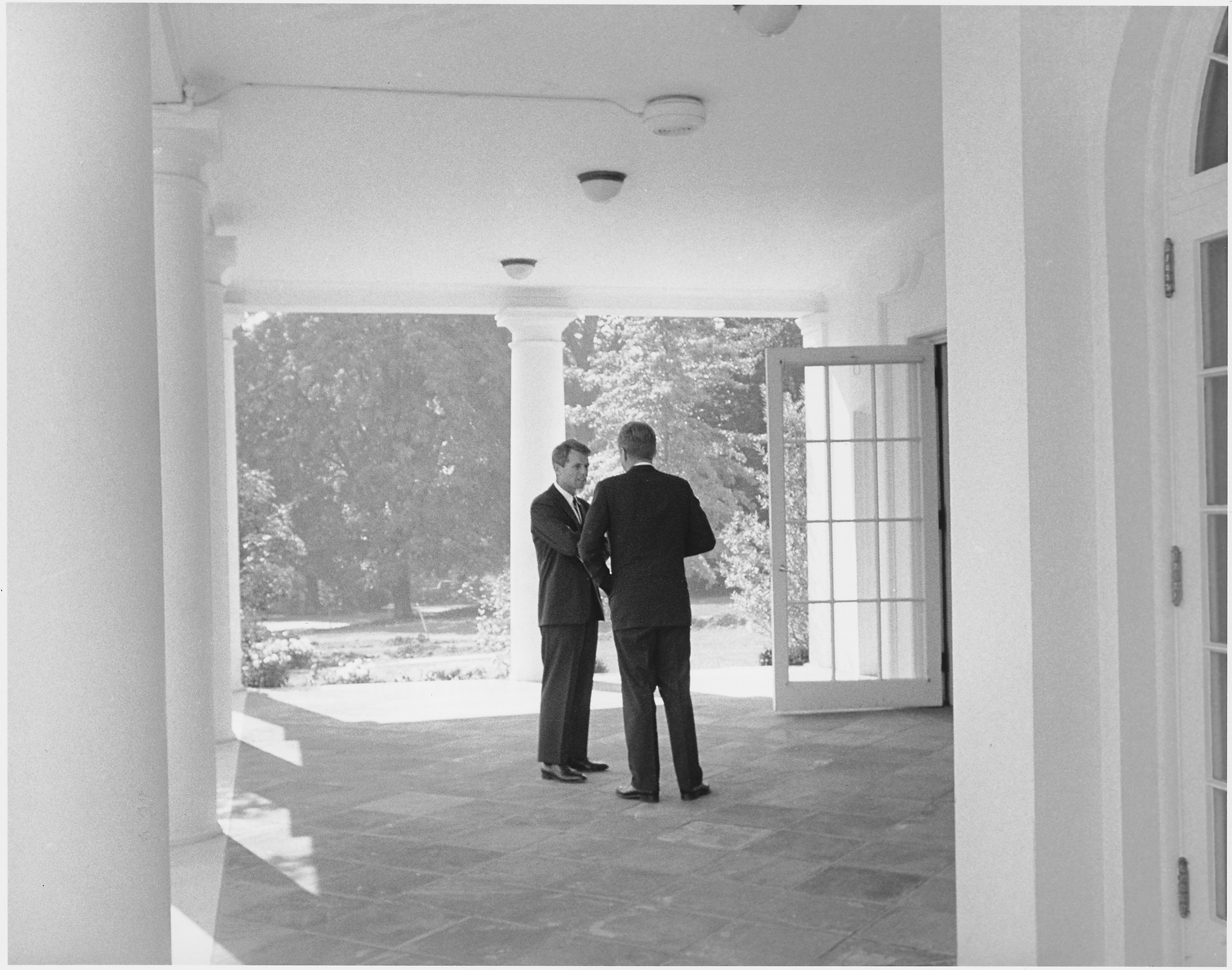
O Presidente Kennedy na Casa Branca com seu irmão Robert F. Kennedy, em 1962. Robert foi o principal conselheiro e confidente do presidente durante sua administração

Kennedy enfrentou um dilema: se os EUA atacassem os locais, isso poderia levar a uma guerra nuclear com a URSS, mas se os EUA não fizessem nada, pareceriam fracos. Em um nível pessoal, Kennedy precisava mostrar determinação em reação a Khrushchev, especialmente após a cúpula de Viena. Para lidar com a crise, ele formou o EXCOMM, que se reuniu secretamente entre 16 e 28 de outubro. Os membros da EXCOMM concordaram que os mísseis devem ser removidos de Cuba, mas diferiram quanto ao melhor método. Alguns eram a favor de um ataque aéreo, possivelmente seguido por uma invasão de Cuba, mas Robert Kennedy e outros argumentaram que um ataque aéreo surpresa convidaria a represálias soviéticas. A outra grande opção que surgiu foi um bloqueio naval, destinado a impedir mais remessas de armas para Cuba. Embora tenha inicialmente favorecido um ataque aéreo imediato, o presidente rapidamente passou a favorecer o bloqueio naval como primeira opção, mantendo a opção de um ataque aéreo em data posterior. Em 22 de outubro, Kennedy anunciou na televisão que os EUA haviam descoberto evidências da implantação de mísseis soviéticos em Cuba. Ele pediu a retirada imediata dos mísseis, bem como a convocação do Conselho de Segurança das Nações Unidas e da OEA. Por fim, anunciou que os Estados Unidos iniciariam um bloqueio naval a Cuba para interceptar carregamentos de armas.
Na manhã de 24 de outubro, mais de 150 navios norte-americanos foram mobilizados para reforçar o bloqueio contra Cuba. Vários navios soviéticos se aproximaram da linha de bloqueio, mas pararam ou inverteram o curso para evitar o bloqueio. Em 25 de outubro, Khrushchev se ofereceu para remover os mísseis se os EUA prometessem não invadir Cuba. No dia seguinte, ele enviou uma segunda mensagem na qual também exigia a retirada dos mísseis Júpiter da Turquia. EXCOMM estabeleceu o que foi chamado de "truque Trollope "; os EUA responderiam à primeira mensagem de Khrushchev e ignorariam a segunda. Em 27 de outubro, Kennedy enviou uma carta a Khrushchev pedindo a remoção dos mísseis cubanos em troca do fim do bloqueio e uma promessa americana de não invadir Cuba. Por orientação do presidente, Robert Kennedy informou em particular ao embaixador soviético que os EUA retirariam os mísseis da Turquia após o fim da crise. Poucos membros da EXCOMM esperavam que Khrushchev concordasse com a oferta, mas em 28 de outubro Khrushchev anunciou publicamente que retiraria os mísseis de Cuba. As negociações sobre os detalhes da retirada continuaram, mas os EUA encerraram o bloqueio naval em 20 de novembro, e a maioria dos soldados soviéticos deixou Cuba no início de 1963.
Os EUA prometeram publicamente nunca invadir Cuba e concordaram em particular em remover seus mísseis na Itália e na Turquia; os mísseis eram então obsoletos e foram suplantados por submarinos equipados com mísseis UGM-27 Polaris. Após a crise, os Estados Unidos e a União Soviética estabeleceram uma linha direta para garantir comunicações claras entre os líderes dos dois países. A crise dos mísseis cubanos trouxe o mundo mais perto de uma guerra nuclear do que em qualquer momento antes ou depois. A crise melhorou a imagem da força de vontade americana e a credibilidade do presidente. O índice de aprovação de Kennedy aumentou de 66% para 77% imediatamente depois. Kennedy lidou com a crise dos mísseis cubanos recebeu muitos elogios de muitos estudiosos, embora alguns críticos culpem o governo Kennedy por precipitar a crise com seus esforços para remover Castro. Khrushchev, entretanto, foi amplamente ridicularizado por sua atuação, e foi removido do poder em outubro de 1964.

#### Tratado de Proibição de Testes Nucleares

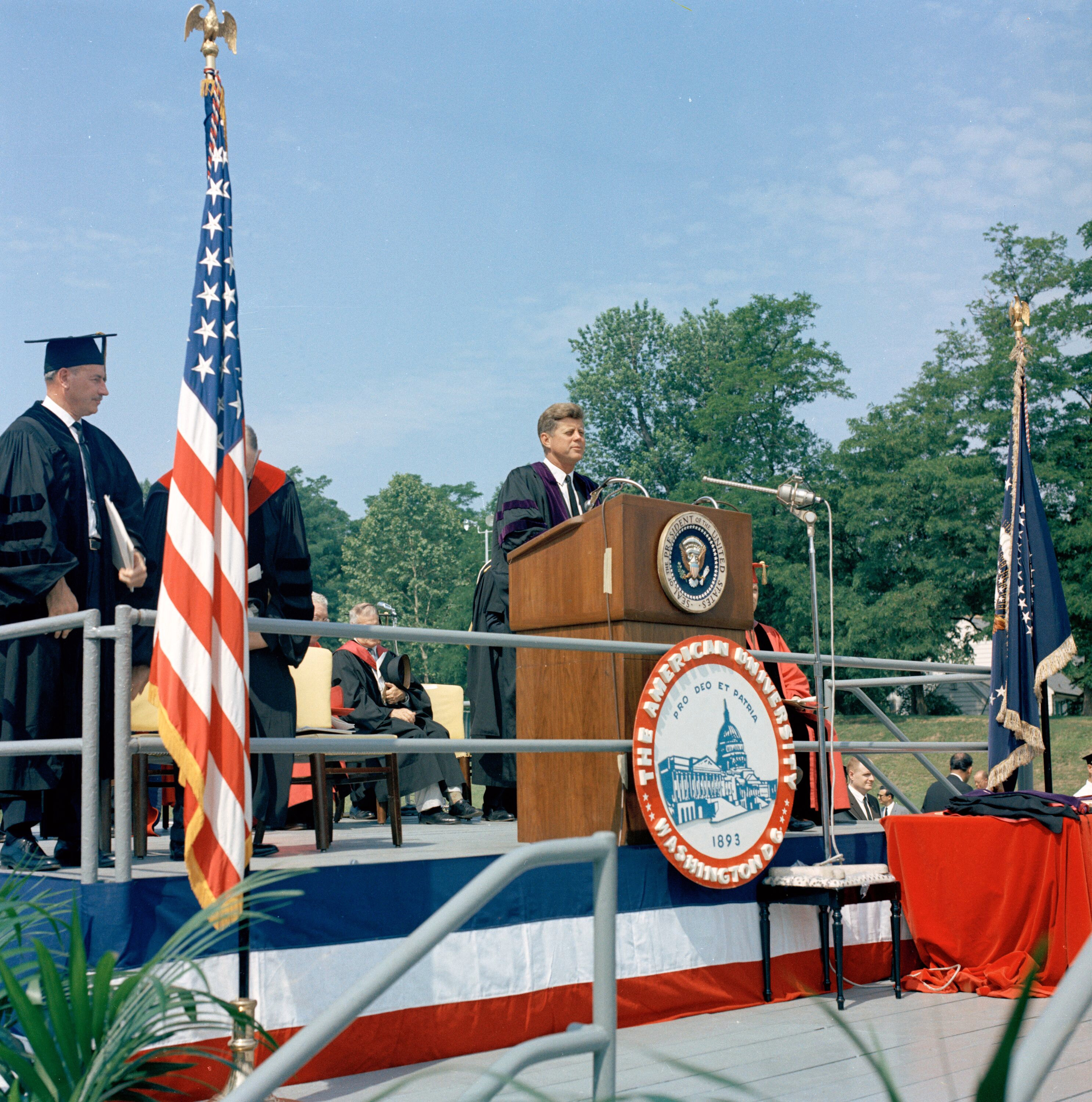
Kennedy faz o discurso de formatura na American University, 10 de junho de 1963.

Preocupados com os perigos de longo prazo de contaminação radioativa e proliferação de armas nucleares, Kennedy e Khrushchev concordaram em negociar um tratado de proibição de testes nucleares. Em sua reunião de cúpula em Viena em junho de 1961, Khrushchev e Kennedy chegaram a um entendimento informal contra os testes nucleares. As relações soviético-americanas melhoraram após a resolução da crise dos mísseis cubanos, e as potências retomaram as negociações sobre um tratado de proibição de testes. As negociações foram facilitadas pelo Vaticano e pela diplomacia do editor Norman Cousins.
Em 10 de junho de 1963, Kennedy fez um discurso de formatura na Universidade Americana em Washington, DC, no qual anunciou que os soviéticos concordaram em retomar as negociações do tratado de proibição de testes nucleares. Ele também anunciou, com o objetivo de mostrar "boa fé e convicções solenes", sua decisão de adiar os testes planejados de armas nucleares atmosféricas e prometeu que os EUA se absteriam de realizar mais testes, desde que todas as outras nações fizessem o mesmo. Os EUA, comentou Kennedy, buscavam um objetivo de "desarmamento completo" de armas nucleares, e ele prometeu que a América "nunca iniciará uma guerra".
No mês seguinte,  os Estados Unidos, o Reino Unido e a União Soviética concordaram com um tratado limitado que proibia testes atômicos no solo, na atmosfera ou debaixo d'água, mas não no subsolo. O tratado representou uma importante redução das tensões da Guerra Fria, mas ambos os países continuaram a construir seus respectivos estoques nucleares. Os EUA e a União Soviética também chegaram a um acordo pelo qual os EUA venderam milhões de alqueires de trigo para a União Soviética.

### Sudeste da Ásia

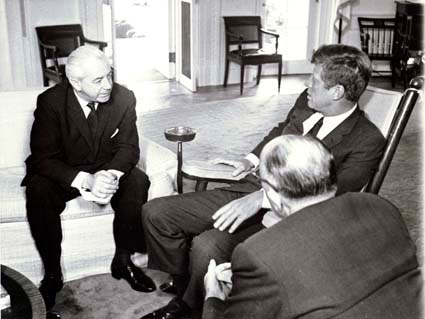
Kennedy com Harold Holt, então Tesoureiro da Austrália, no Salão Oval em 1963

#### Laos
Ao informar Kennedy, Eisenhower enfatizou que a ameaça comunista no Sudeste Asiático exigia prioridade. Eisenhower considerava o Laos "a rolha na garrafa"; se caísse para o comunismo, Eisenhower acreditava que outros países do Sudeste Asiático também cairiam. O Joint Chiefs propôs o envio de 60.000 soldados americanos mas Kennedy recusou. Em vez disso, ele buscou uma solução negociada entre o governo e os insurgentes, que eram apoiados pelo Vietnã do Norte e pela União Soviética. Kennedy não estava disposto a enviar mais do que uma força simbólica para a vizinha Tailândia, um importante aliado americano. Embora não estivesse disposto a comprometer as forças dos EUA em uma grande intervenção militar no Laos, Kennedy aprovou as atividades da CIA no Laos destinadas a derrotar os insurgentes comunistas por meio de bombardeios e do recrutamento do povo Hmong.

#### Vietnã
Durante sua presidência, Kennedy continuou políticas que forneceram apoio político, econômico e militar ao governo sul-vietnamita. Vietnã havia sido dividido em um Vietnã do Norte comunista e um Vietnã do Sul não comunista após a Conferência de Genebra de 1954, mas o líder norte-vietnamita Ho Chi Minh estabeleceu o Viet Cong em 1960 para fomentar o apoio à unificação no Vietnã do Sul. Kennedy intensificou o envolvimento americano no Vietnã em 1961, financiando o exército do Vietnã do Sul, aumentando o número de conselheiros militares dos EUA acima dos níveis da administração Eisenhower e autorizando unidades de helicópteros dos EUA a fornecer apoio às forças sul-vietnamitas.
Embora Kennedy tenha fornecido apoio ao Vietnã do Sul ao longo de seu mandato, o Vietnã permaneceu uma questão secundária para o governo Kennedy até 1963. Em agosto de 1963, Henry Cabot Lodge Jr. foi escolhido como novo embaixador dos EUA no Vietnã do Sul. Dias após sua chegada ao Vietnã do Sul, Lodge informou que vários generais sul-vietnamitas buscaram o consentimento do governo dos EUA para seu plano de remover Diem do poder. O governo Kennedy estava dividido não apenas em relação à remoção de Diem, mas também à avaliação da situação militar no Vietnã do Sul e ao papel adequado dos EUA no país. Sem o apoio total dos EUA, o general Dương Văn Minh cancelou o potencial golpe no Vietnã do Sul. Em novembro de 1963, uma junta de altos oficiais militares executaram Diem e seu influente irmão, Ngô Đình Nhu.
Em novembro de 1963, havia 16.000 militares americanos no Vietnã do Sul, acima dos 900 conselheiros de Eisenhower. Após o golpe abortado em setembro de 1963, o governo Kennedy reavaliou suas políticas no Vietnã do Sul. Kennedy rejeitou tanto a implantação em larga escala de soldados terrestres, mas também rejeitou a retirada total das forças americanas do país. Os historiadores discordam sobre se a presença militar dos EUA no Vietnã teria aumentado se Kennedy tivesse sobrevivido e sido reeleito em 1964. Alimentando o debate estão as declarações feitas pelo Secretário de Defesa McNamara no filme " The Fog of War " que Kennedy estava considerando fortemente a retirada do Vietnã após a eleição de 1964. O filme também contém uma gravação de Lyndon Johnson afirmando que Kennedy estava planejando se retirar, uma posição da qual Johnson discordou.

### América Latina

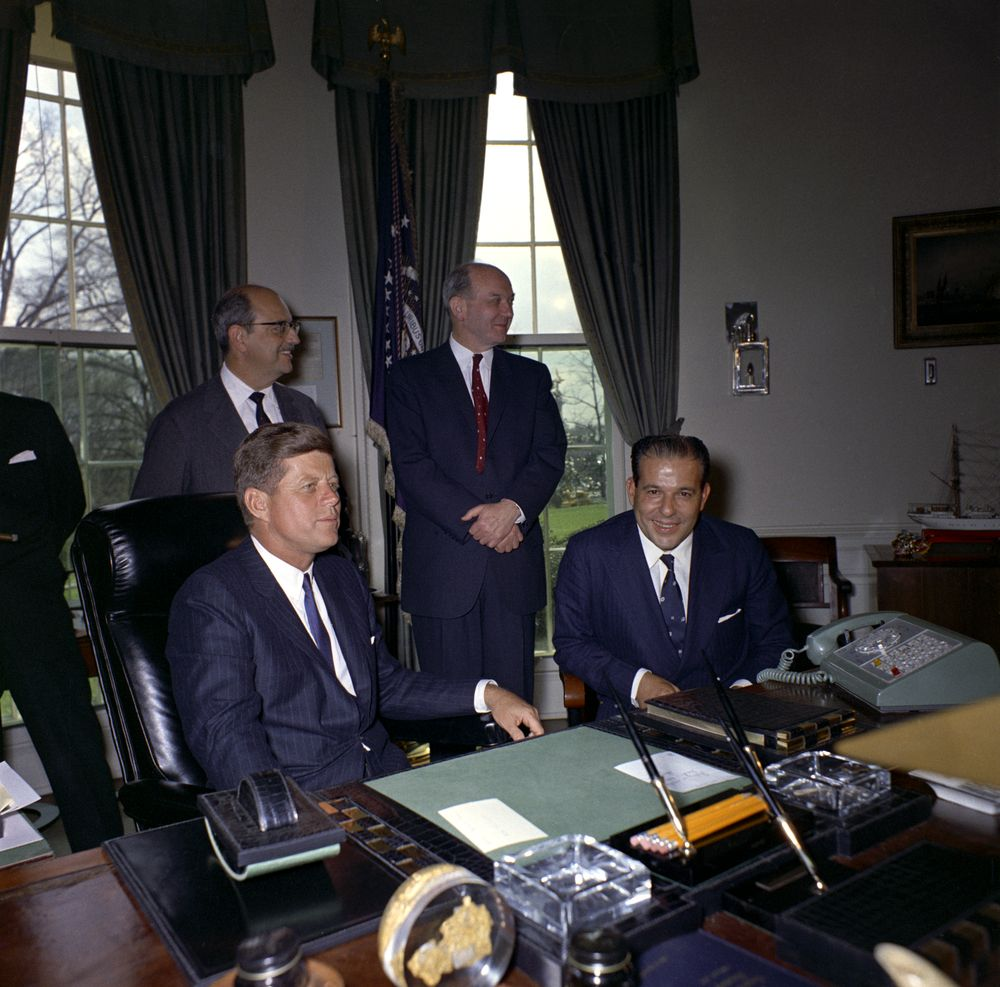
Kennedy com o presidente brasileiro João Goulart na Casa Branca

Kennedy procurou conter a ameaça do comunismo na América Latina estabelecendo a Aliança para o Progresso, que enviou ajuda a alguns países e buscou maiores padrões de direitos humanos na região. A Aliança para o Progresso se baseou na Política de Boa Vizinhança em seu engajamento pacífico com a América Latina e no Plano Marshall em sua expansão de ajuda e relações econômicas. Kennedy também enfatizou as estreitas relações pessoais com os líderes latino-americanos, frequentemente recebendo-os na Casa Branca. As metas da Aliança para o Progresso incluíam a melhoria permanente e de longo prazo das condições de vida por meio do avanço da industrialização, da melhoria dos sistemas de comunicação, da redução das barreiras comerciais e do aumento do número e da diversidade das exportações da América Latina. Em um nível teórico, os planejadores de Kennedy esperavam reverter o subdesenvolvimento da região e sua dependência da América do Norte. Parte da motivação do governo foi o medo de que a Cuba de Castro introduzisse mudanças políticas e econômicas antiamericanas se o desenvolvimento não ocorresse.
A administração não teve nenhum papel no assassinato de Rafael Trujillo na República Dominicana. Apoiou o governo do sucessor de Trujillo, Juan Bosch. A CIA lançou uma intervenção secreta na Guiana Britânica para negar o poder ao líder de esquerda Cheddi Jagan em uma Guiana independente e forçou a relutante Grã-Bretanha a participar. A CIA também se envolveu em operações no Brasil e no Chile contra líderes de esquerda.

### Médio Oriente

#### Iraque

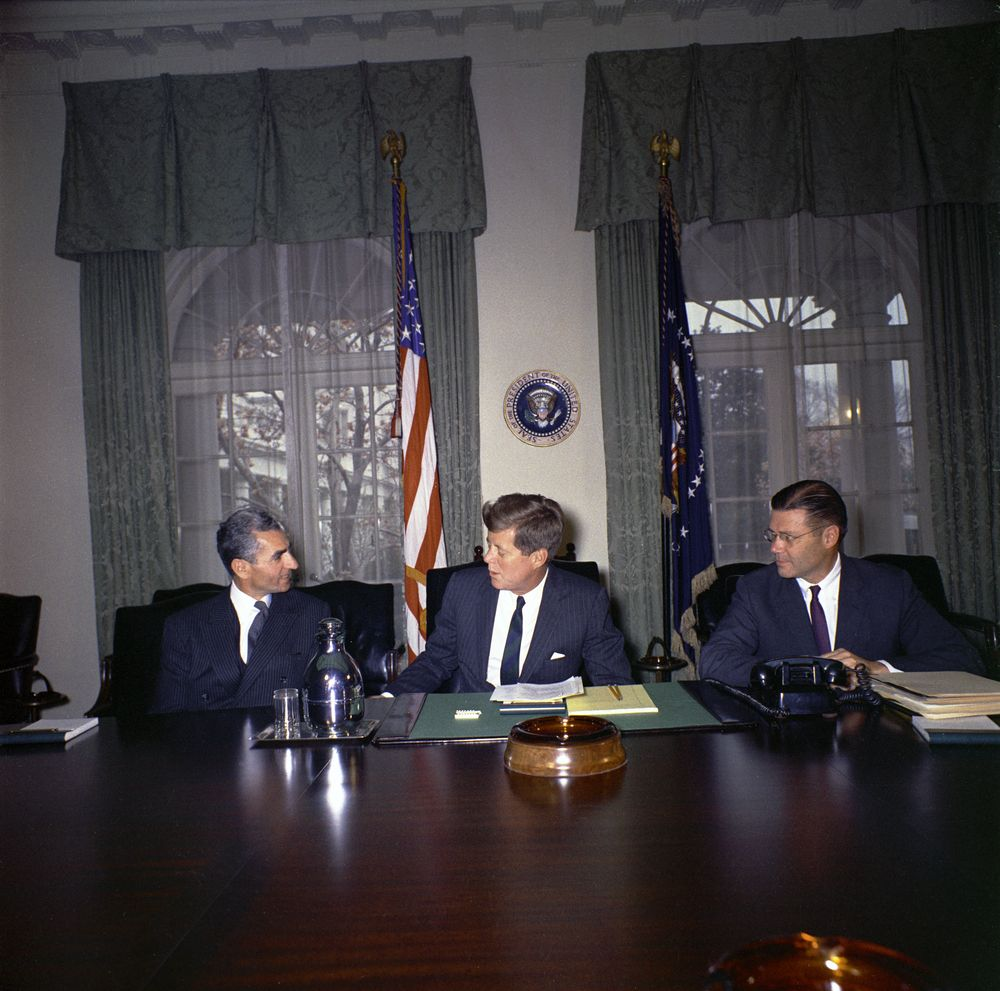
O xá do Irã Mohammad Reza Pahlavi, Kennedy e o secretário de Defesa dos EUA, Robert McNamara, na Sala do Gabinete da Casa Branca em 13 de abril de 1962

As relações entre os Estados Unidos e o Iraque tornaram-se tensas após a derrubada da monarquia iraquiana em 14 de julho de 1958. Em 25 de junho de 1961, Qasim mobilizou tropas ao longo da fronteira entre o Iraque e o Kuwait, declarando a última nação "uma parte indivisível do Iraque". O Reino Unido – que havia acabado de conceder a independência ao Kuwait em 19 de junho e cuja economia dependia fortemente do petróleo do Kuwait – respondeu em 1º de julho enviando 5.000 soldados ao país para impedir uma invasão iraquiana. O Reino Unido (a pedido do governo Kennedy) levou a disputa ao Conselho de Segurança das Nações Unidas, onde a resolução proposta foi vetada pela União Soviética. A situação foi resolvida em outubro, quando as tropas britânicas foram retiradas e substituídas por uma força da Liga Árabe de 4.000 homens.
Em dezembro de 1961, o governo de Qasim aprovou a Lei Pública 80, que restringiu o poder britânico e americano na Iraque Petroleum Company (IPC) da concessão para aquelas áreas em que o petróleo estava sendo produzido, efetivamente expropriar 99,5% da concessão IPC. Autoridades dos EUA ficaram alarmadas com a expropriação, bem como com o recente veto soviético de uma resolução da ONU patrocinada pelo Egito solicitando a admissão do Kuwait como estado membro da ONU, que eles acreditavam estar conectado.
O partido iraquiano Ba'ath, antiimperialista e anticomunista, derrubou e executou Qasim em um golpe violento em 8 de fevereiro de 1963. Embora tenha havido rumores persistentes de que a CIA orquestrou o golpe, documentos desclassificados e o testemunho de ex-oficiais da CIA indicam que não houve envolvimento direto americano, embora a CIA estivesse buscando ativamente um substituto adequado para Qasim dentro do exército iraquiano e tenha sido informada de uma trama anterior de golpe baathista. A administração Kennedy ficou satisfeita com o resultado e finalmente aprovou um acordo de armas de US$ 55 milhões para o Iraque.

#### Israel

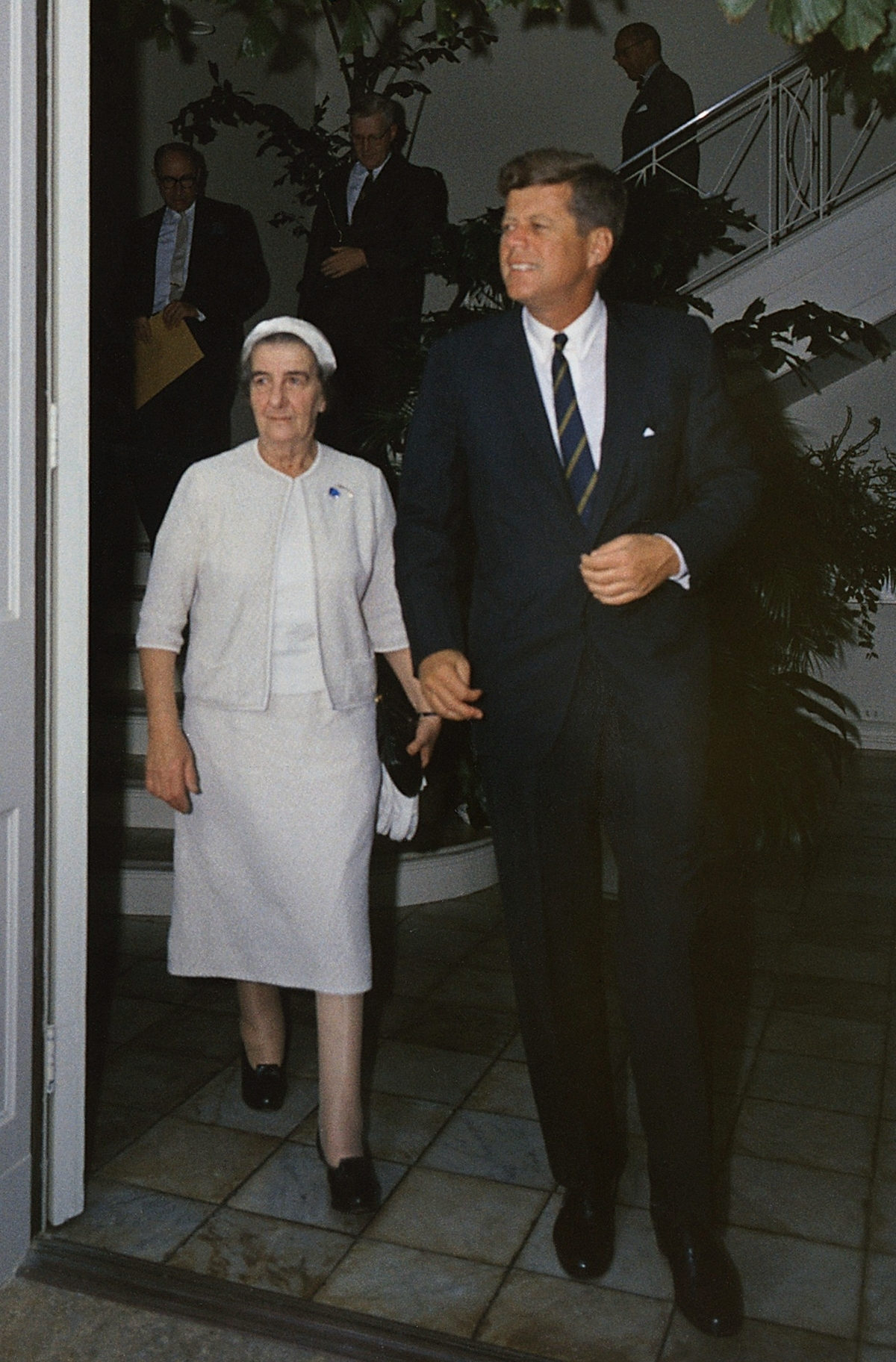
Kennedy com a chanceler israelense Golda Meir, 27 de dezembro de 1962

O presidente Kennedy encerrou o embargo de armas que as administrações Eisenhower e Truman haviam imposto a Israel em favor do aumento dos laços de segurança, tornando-se o fundador da aliança militar EUA-Israel. Descrevendo a proteção de Israel como um compromisso moral e nacional, ele foi o primeiro a introduzir o conceito de uma 'relação especial' entre os EUA e Israel.
Kennedy alertou o governo israelense contra a produção de materiais nucleares em Dimona, que ele acreditava poder instigar uma corrida armamentista nuclear no Oriente Médio. Depois que a existência de uma usina nuclear foi inicialmente negada pelo governo israelense, David Ben-Gurion declarou em um discurso ao Knesset israelense em 21 de dezembro de 1960, que o propósito da usina nuclear em Beersheba era para "pesquisa em problemas de clima árido zonas e flora e fauna do deserto." Quando Ben-Gurion se encontrou com Kennedy em Nova York, ele afirmou que Dimona estava sendo desenvolvida para fornecer energia nuclear para dessalinização e outros propósitos pacíficos "por enquanto". Em 1962, os governos dos EUA e de Israel concordaram com um regime de inspeção anual.

### Descolonização e países em desenvolvimento

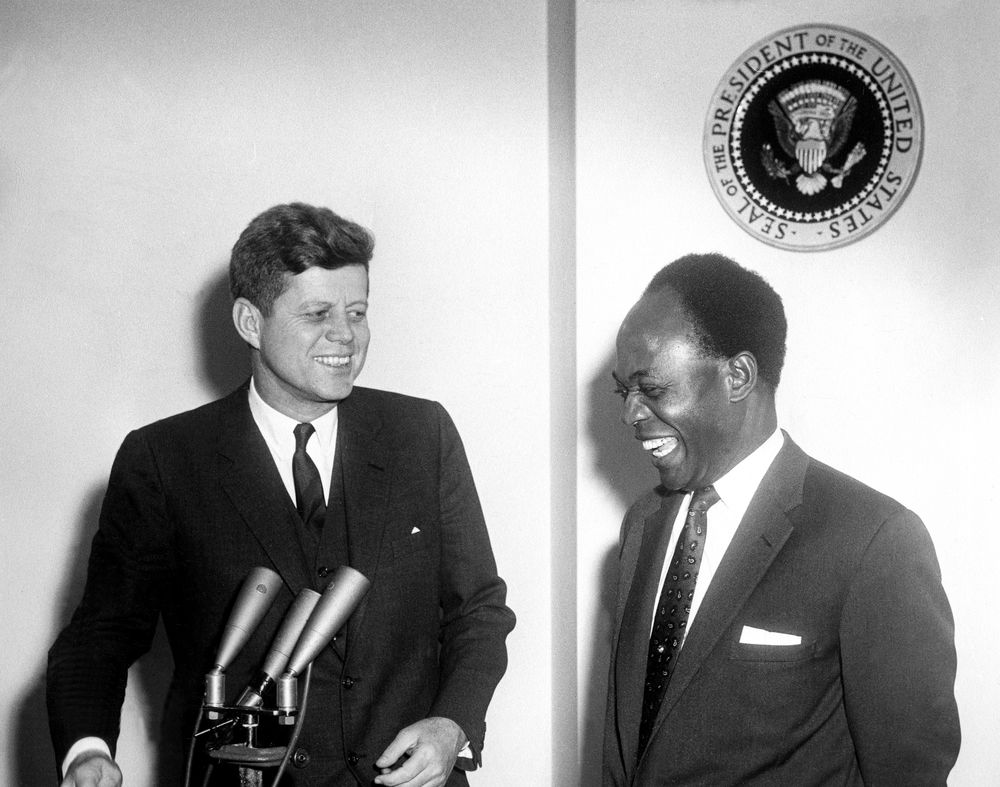
Kennedy com Kwame Nkrumah, o primeiro presidente de um Gana independente, março de 1961

Entre 1960 e 1963, vinte e quatro países conquistaram a independência à medida que o processo de descolonização continuava. Muitas dessas nações procuraram evitar um alinhamento próximo com os Estados Unidos ou a União Soviética e, em 1961, os líderes da Índia, Iugoslávia, Indonésia, Egito e Gana criaram o Movimento dos Não-Alinhados. Sua administração estabeleceu o programa Food for Peace e o Peace Corps para fornecer ajuda aos países em desenvolvimento de várias maneiras. O programa Food for Peace tornou-se um elemento central na política externa americana e, eventualmente, ajudou muitos países a desenvolver suas economias e se tornar clientes comerciais de importação.
Durante a campanha eleitoral, Kennedy conseguiu mencionar a África quase 500 vezes, muitas vezes atacando o governo Eisenhower por perder terreno naquele continente. Kennedy considerou a crise do Congo uma das questões de política externa mais importantes da sua presidência e apoiou uma operação da ONU que impediu a secessão do Estado de Katanga. Kennedy também buscou relações mais estreitas com o primeiro-ministro indiano Jawaharlal Nehru através do aumento econômico e uma inclinação para longe do Paquistão, mas fez pouco progresso em aproximar a Índia dos Estados Unidos. Kennedy esperava minimizar a influência soviética no Egito através de boas relações com o presidente Gamal Abdel Nasser, mas a hostilidade de Nasser em relação à Arábia Saudita e à Jordânia fechou a possibilidade de relações mais estreitas. No sudeste da Ásia, Kennedy ajudou a mediar a disputa da Nova Guiné Ocidental, convencendo a Indonésia e a Holanda a concordar com um plebiscito para determinar o status da Nova Guiné Holandesa.

### Lista de viagens internacionais
Kennedy fez oito viagens internacionais durante sua presidência.

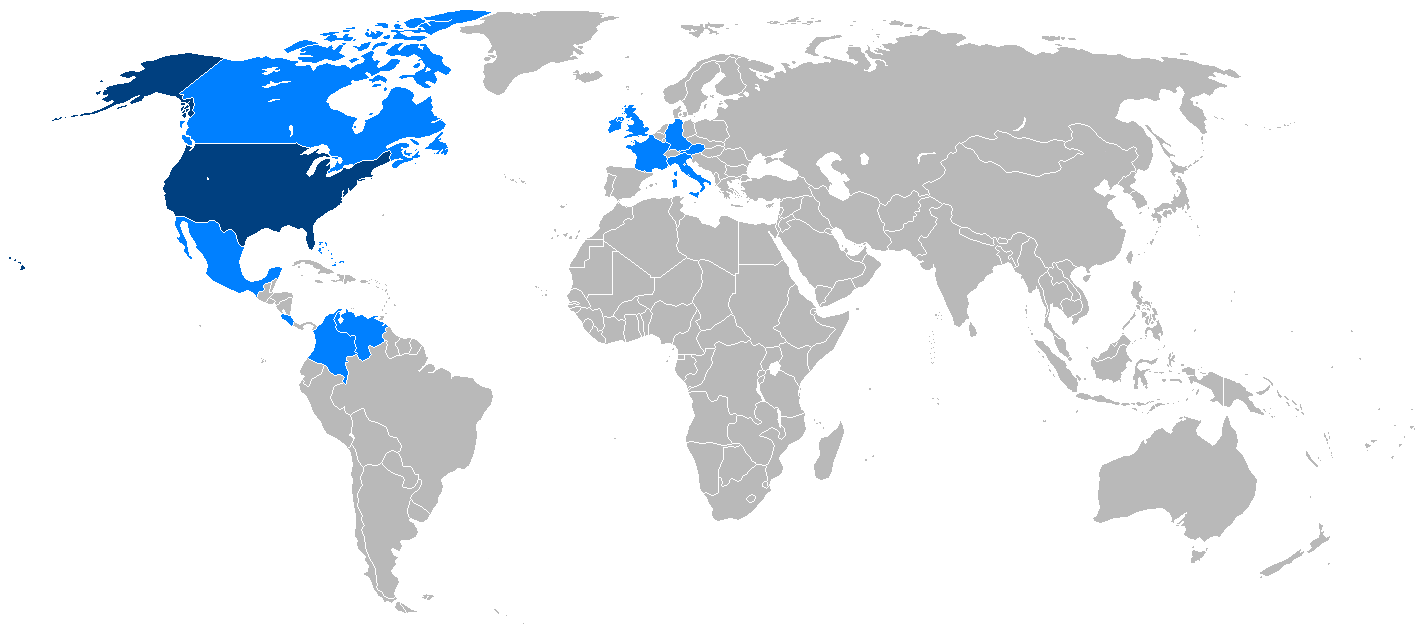
Países visitados por Kennedy durante sua presidência

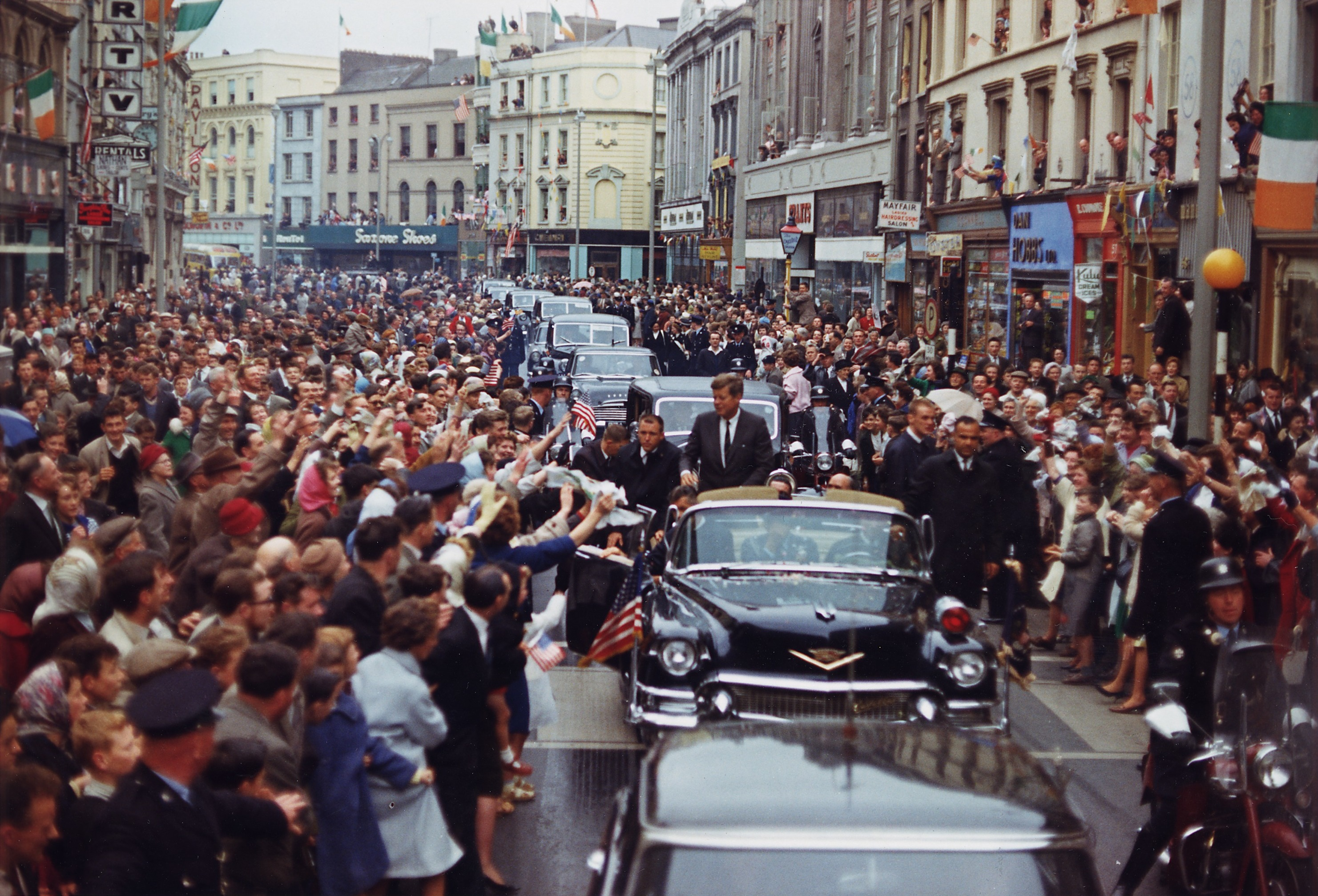
Kennedy em Cork, Irlanda, 28 de junho de 1963

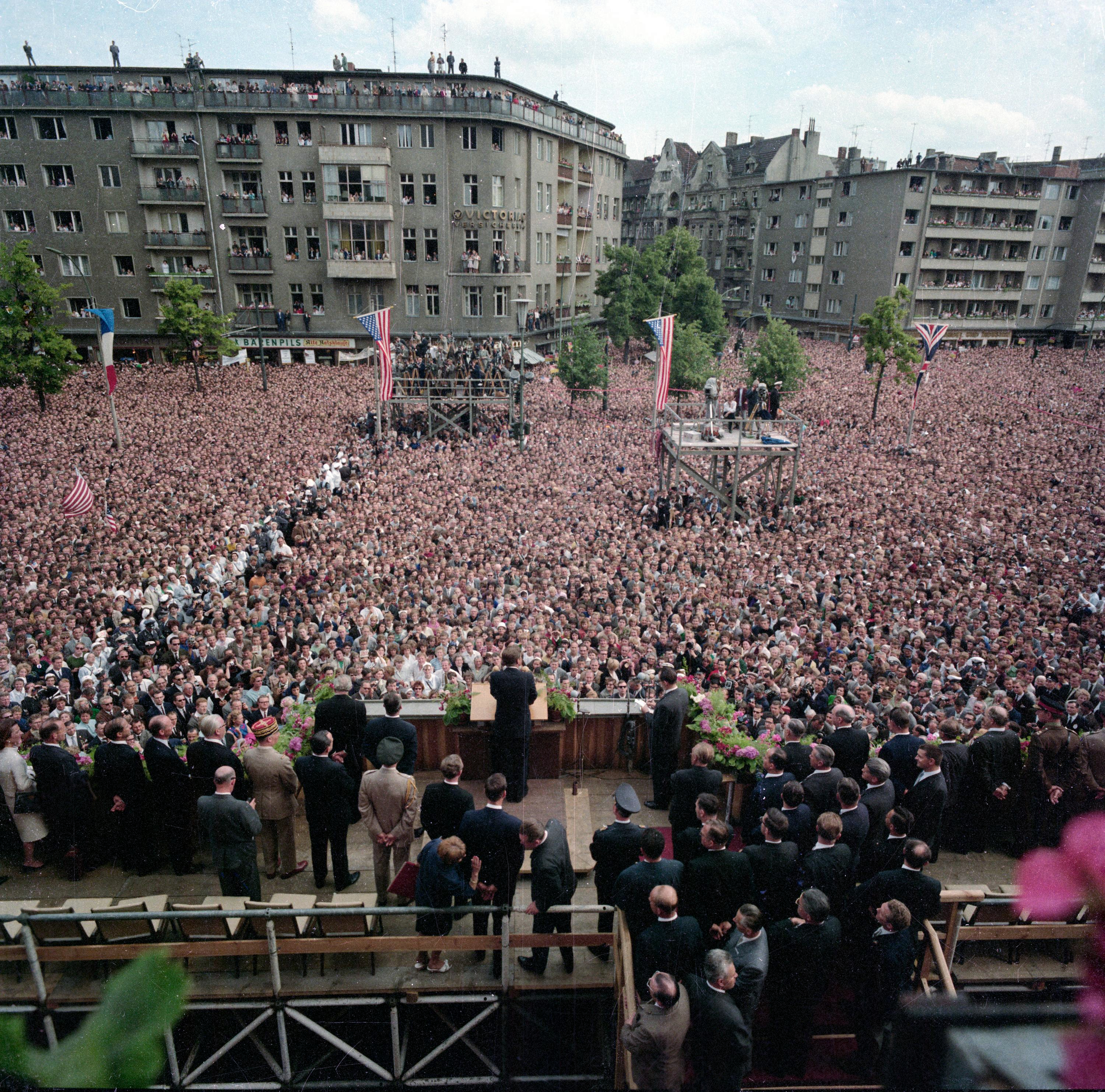
Kennedy fazendo seu discurso de 26 de junho de 1963 em Berlim Ocidental, conhecido como o discurso Ich bin ein Berliner

| # | datas                         | País               | Localizações                                   | Principais destaques |
| - | ----------------------------- | ------------------ | ---------------------------------------------- | --- |
| 1 | 16–18 de maio de 1961         | Canadá             | Ottawa                                         | Visita de Estado. Encontrou-se com o governador-geral Georges Vanier e o primeiro-ministro John Diefenbaker . Dirigiu-se ao parlamento. |
| 2 | 31 de maio – 3 de junho, 1961 | França             | Paris                                          | Visita de Estado. Dirigido ao Conselho do Atlântico Norte. Encontrou-se com o presidente Charles de Gaulle.                             |
| 2 | 3–4 de junho, 1961            | Áustria            | Viena                                          | Encontrou-se com o Presidente Adolf Schärf . Manteve conversações com o primeiro-ministro soviético Nikita Khrushchev.                  |
| 2 | June 4–5, 1961                | Reino Unido        | Londres                                        | Visita privada. Encontrou-se com a rainha Elizabeth II e o primeiro-ministro Harold Macmillan.                                          |
| 3 | December 16–17, 1961          | Venezuela          | Caracas                                        | Encontro com o Presidente Rómulo Betancourt .                                                                                           |
| 3 | December 17, 1961             | Colômbia           | Bogotá                                         | Encontro com o Presidente Alberto Lleras Camargo .                                                                                      |
| 4 | December 21–22, 1961          | Bermudas           | Hamilton                                       | Encontrou-se com o primeiro-ministro Harold Macmillan.                                                                                  |
| 5 | June 29 – July 1, 1962        | México             | México, DF                                     | Visita de Estado. Encontrou-se com o Presidente Adolfo López Mateos .                                                                   |
| 6 | December 18–21, 1962          | As Bahamas         | Nassau                                         | Conferido com o primeiro-ministro Harold Macmillan. Concluído Acordo de Nassau sobre sistemas de defesa nuclear.                        |
| 7 | March 18–20, 1963             | Costa Rica         | São José                                       | Participou da Conferência de Presidentes das Repúblicas Centro-Americanas.                                                              |
| 8 | June 23–25, 1963              | Alemanha Ocidental | Bona , Colônia , Frankfurt , Wiesbaden         | Encontrou-se com o chanceler Konrad Adenauer e outros funcionários.                                                                     |
| 8 | June 26, 1963                 | Alemanha Ocidental | Berlim Ocidental                               | Proferiu vários discursos públicos, incluindo o discurso " Ich bin ein Berliner ".                                                      |
| 8 | June 26–29, 1963              | Irlanda            | Dublin , Wexford , Cortiça , Galway , Limerick | Dirigiu-se a Oireachtas (parlamento). Visitou a casa ancestral.                                                                         |
| 8 | June 29–30, 1963              | Reino Unido        | Bosque de Bétulas                              | Visita informal com o primeiro-ministro Harold Macmillan em sua casa.                                                                   |
| 8 | July 1–2, 1963                | Itália             | Roma , Nápoles                                 | Encontrou-se com o presidente Antonio Segni, autoridades italianas e da OTAN.                                                           |
| 8 | July 2, 1963                  | Cidade do Vaticano | Palácio Apostólico                             | Audiência com o recém-eleito Papa Paulo VI .                                                                                            |

## Assuntos domésticos

### Nova fronteira

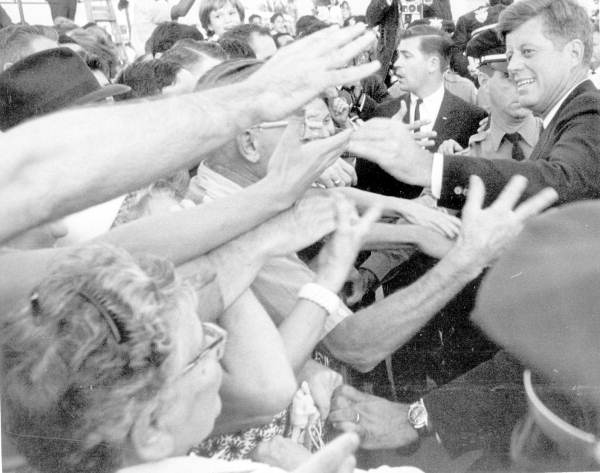
Kennedy em Miami, Flórida, 18 de novembro de 1963

Kennedy chamou suas propostas domésticas de " Nova Fronteira "; ele incluiu iniciativas como assistência médica para idosos, ajuda federal à educação e a criação de um departamento de habitação e desenvolvimento urbano. Kennedy agradou aos conservadores ao pedir um grande corte de impostos como medida de estímulo econômico. No entanto, quase todos os seus programas foram bloqueados pela coalizão conservadora de republicanos e democratas do sul. A pequena margem de vitória de Kennedy nas eleições de 1960, sua falta de conexões profundas com membros influentes do Congresso e o foco de seu governo na política externa também impediram a aprovação das políticas da Nova Fronteira. Passagem da Nova Fronteira tornou-se ainda mais difícil após a morte do Presidente da Câmara Sam Rayburn; o novo presidente John William McCormack e o líder da maioria no Senado, Mike Mansfield, careciam da influência de seus antecessores e lutavam para exercer uma liderança efetiva sobre os presidentes dos comitês.
O projeto de Kennedy para aumentar o salário mínimo federal para US$ 1,25 por hora foi aprovado no início de 1961, mas uma emenda inserida pelo líder conservador da Geórgia, Carl Vinson, isentou da lei centenas de milhares de trabalhadores da lavanderia. Kennedy também ganhou a aprovação da Lei de Redesenvolvimento de Área e da Lei de Habitação de 1961. A Lei de Redesenvolvimento de Área forneceu financiamento federal para regiões economicamente em dificuldades do país, enquanto a Lei de Habitação de 1961 forneceu fundos para renovação urbana e habitação pública e autorizou empréstimos hipotecários federais para aqueles que não se qualificavam para habitação pública. Kennedy propôs um projeto de lei que prevê US $ 2,3 bilhões em ajuda educacional federal para os estados. Embora o Senado tenha aprovado o projeto de lei de educação, foi derrotado na Câmara por uma coalizão de republicanos, democratas do sul e católicos. O projeto de seguro de saúde de Kennedy, que teria pago hospitalização e custos de enfermagem para os idosos, não foi aprovado em nenhuma das casas do Congresso devido à oposição de republicanos, democratas do sul e da Associação Médica Americana.
Em 1962 e 1963, Kennedy obteve a aprovação do Manpower Development and Training Act, destinado a fornecer reciclagem profissional, bem como projetos de lei que aumentaram a regulamentação dos fabricantes de medicamentos e autorizaram concessões e empréstimos para a construção de instalações de ensino superior.  Após a aprovação desse ato, os EUA e outros países concordaram em grandes cortes nas tarifas na Rodada Kennedy. Congresso também aprovou a Lei de Saúde Mental Comunitária, fornecendo financiamento para centros comunitários de saúde mental locais. Em 1963, Kennedy começou a se concentrar mais na questão da pobreza, e algumas das ideias desenvolvidas durante sua presidência influenciariam mais tarde a Guerra à Pobreza do presidente Johnson.
A Lei de Expansão Comercial de 1962 foi aprovada no Congresso por ampla maioria. Deu ao presidente o poder de cortar tarifas e retaliar contra países que empregassem tarifas discriminatórias. Permitiu que as empresas reclamassem do tratamento injusto por parte de governos estrangeiros.

### Economia
| Ano Fiscal | Receitas | Despesas | Excedente/ Déficit | PIB     | Dívida como % do PIB |
| ---------- | -------- | -------- | ------------------ | ------- | -------------------- |
| 1961       | 94,4     | 97,7     | -3,3               | 546,6   | 43,6                 |
| 1962       | 99,7     | 106,8    | -7.1               | 585,7   | 42,3                 |
| 1963       | 106,6    | 111,3    | -4,8               | 618,2   | 41.1                 |
| 1964       | 112,6    | 118,5    | -5,9               | 661,7   | 38,8                 |
| Ref.       | [ 117 ]  | [ 117 ]  | [ 117 ]            | [ 118 ] | [ 119 ]              |

A economia, que havia passado por duas recessões em três anos, e estava em uma quando Kennedy assumiu o cargo, acelerou notavelmente durante sua presidência. Apesar da baixa inflação e das taxas de juros, o PIB cresceu em média apenas 2,2% ao ano durante a presidência de Eisenhower e caiu 1% durante os últimos doze meses de Eisenhower no cargo. O PIB expandiu em média 5,5% do início de 1961 ao final de 1963, inflação permaneceu estável em torno de 1%, e o desemprego caiu de quase 7% em janeiro de 1961 para 5,5% em dezembro de 1963. a produção aumentou 15% e as vendas de veículos automotores aumentaram 40%. Kennedy foi o primeiro presidente a endossar totalmente a economia keynesiana. Ele encerrou um período de políticas fiscais apertadas, afrouxando a política monetária para manter as taxas de juros baixas e estimular o crescimento da economia. Ele presidiu o primeiro orçamento do governo para superar os $ 100 bilhões de marcos, em 1962, e seu primeiro orçamento em 1961 levou ao primeiro déficit sem recessão e sem guerra do país.
Em 1962, à medida que a economia continuava a crescer, Kennedy se preocupou com a questão da inflação. Ele pediu a empresas e sindicatos que trabalhassem juntos para manter os preços baixos e obteve sucesso inicial. Kennedy estava orgulhoso de que seu Departamento do Trabalho ajudasse a manter os salários estáveis na indústria do aço, mas ficou indignado em abril de 1962 quando Roger Blough, presidente da US Steel, informou discretamente a Kennedy que sua empresa aumentaria os preços. Em resposta, o procurador-geral Robert Kennedy iniciou uma investigação de fixação de preços contra a US Steel, e o presidente Kennedy convenceu outras empresas siderúrgicas a rescindir seus aumentos de preços até que finalmente a US Steel recuou. Além de seu conflito com a US Steel, Kennedy geralmente manteve boas relações com líderes corporativos em comparação com seus predecessores democratas Truman e FDR, e seu governo não intensificou a aplicação da lei antitruste. Sua administração também implementou novas políticas fiscais destinadas a incentivar o investimento empresarial.

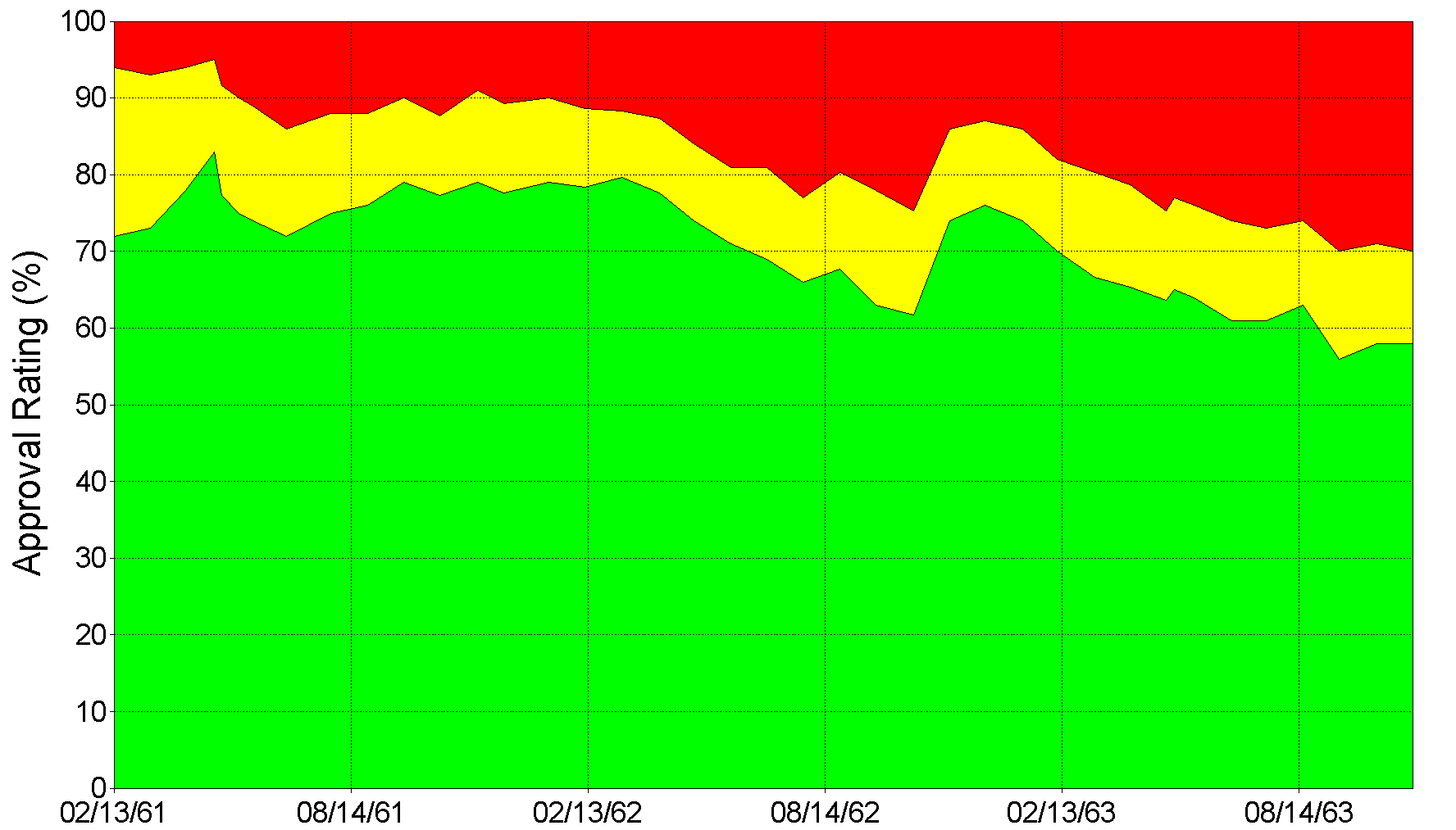
Gráfico de índices de aprovação Gallup de Kennedy

Walter Heller, que atuou como presidente da CEA, defendeu um corte de impostos no estilo keynesiano projetado para ajudar a estimular o crescimento econômico, e Kennedy adotou essa política. A ideia era que um corte de impostos estimularia a demanda do consumidor, o que, por sua vez, levaria a um maior crescimento econômico, menor desemprego e aumento das receitas federais. Para a decepção de liberais como John Kenneth Galbraith, a adoção do corte de impostos por Kennedy também deslocou o foco de seu governo do programa proposto de seguro saúde para idosos e outras despesas domésticas. Em janeiro de 1963, Kennedy propôs um corte de impostos que reduziria a alíquota máxima de imposto marginal de 91% para 65% e diminuiria a alíquota de imposto corporativo de 52% para 47%. Três meses após a morte de Kennedy, Johnson empurrou o plano pelo Congresso. O Revenue Act de 1964 baixou a taxa individual máxima para 70% e a taxa corporativa para 48%

### Direitos civis

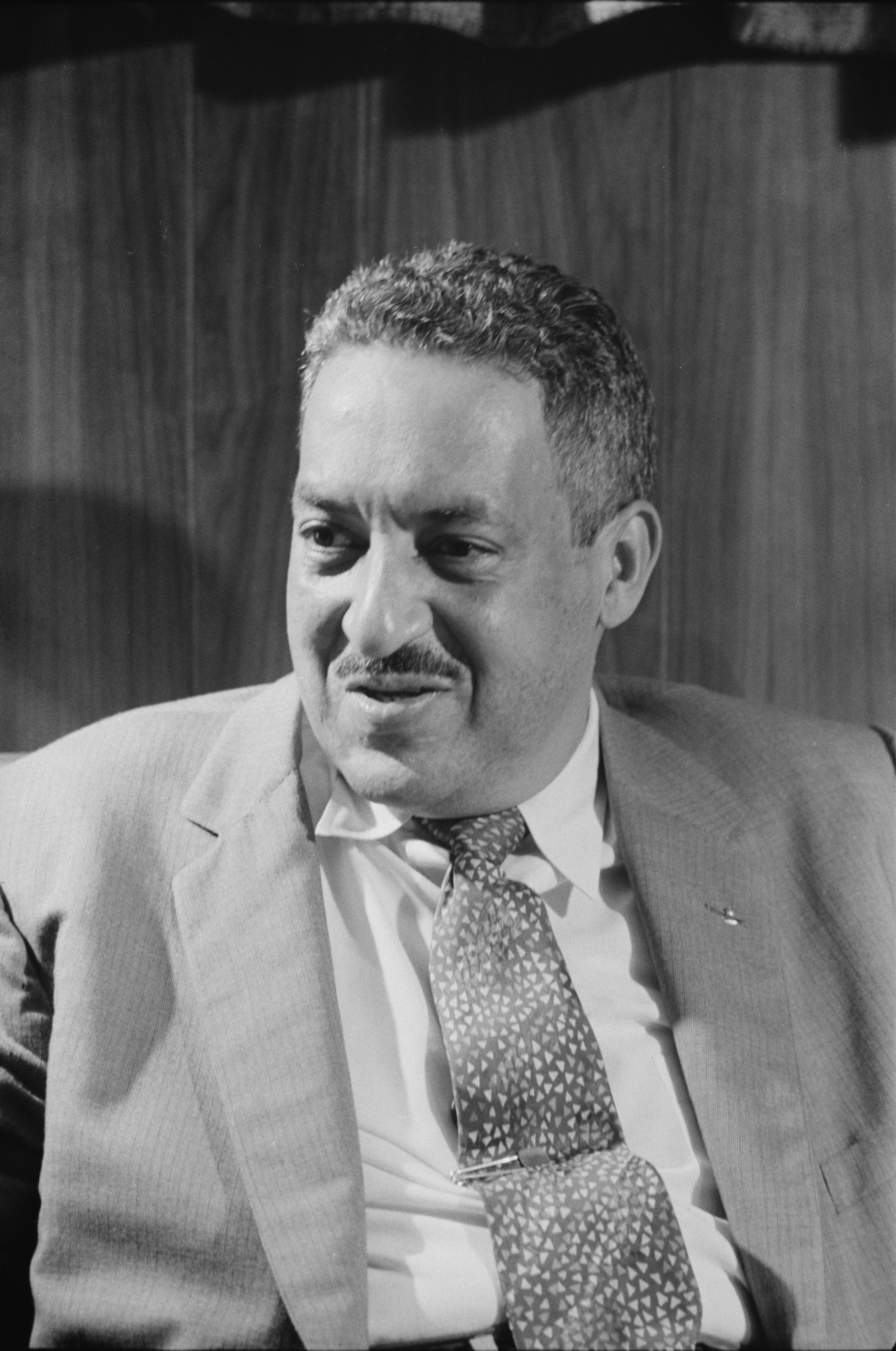
Em maio de 1961, Kennedy nomeou Thurgood Marshall para o Tribunal de Apelações dos Estados Unidos.

O fim turbulento da discriminação racial sancionada pelo Estado foi uma das questões domésticas mais prementes da década de 1960. A segregação  foi legalmente estabelecida  no extremo sul durante grande parte do século XX, por meio das chamadas leis Jim Crow, até que a Suprema Corte dos Estados Unidos decidiu, em 1954, em Brown v. Board of Education, que a segregação racial nas escolas públicas era inconstitucional. Mas muitas escolas, especialmente nos estados do sul, não obedeceram à decisão da Suprema Corte. Kennedy favoreceu a dessegregação e outras causas relacionadas com  direitos civis, mas, em geral, não priorizou essa pauta, sobretudo antes de 1963. Reconhecendo que os conservadores democratas do sul poderiam bloquear a iniciativa, Kennedy não introduziu a legislação de direitos civis ao assumir o cargo, pois precisava  deles para passar sua agenda econômica e de política externa, bem como para apoiar sua reeleição em 1964. Kennedy nomeou muitos negros para cargos públicos, incluindo o advogado de direitos civis Thurgood Marshall, nomeado para as Cortes de Apelação,  e Abraham Bolden, o primeiro agente negro do Serviço Secreto dos Estados Unidos.
Kennedy acreditava que o movimento de base pelos direitos civis irritaria muitos brancos do sul, tornando mais difícil aprovar leis de direitos civis no Congresso, e assim  distanciou-se do tema. Conforme articulado pelo irmão Robert, a prioridade inicial do governo era "manter o presidente fora dessa confusão de direitos civis". Os participantes do movimento dos direitos civis, principalmente aqueles na linha de frente no Sul, viam Kennedy como morno, especialmente em relação aos Freedom Riders. Os Freedom Riders organizaram um esforço integrado de transporte público no Sul e foram repetidamente recebidos com violência da multidão branca. Kennedy temia que o envio de tropas federais despertasse "memórias odiadas da Reconstrução " entre os brancos conservadores do sul. Descontentes com o ritmo de Kennedy abordando a questão da segregação, Martin Luther King Jr. e seus associados produziram um documento em 1962 pedindo ao presidente que seguisse os passos de Abraham Lincoln e usasse uma ordem executiva para desferir um golpe para direitos.
Em setembro de 1962, James Meredith se matriculou na Universidade do Mississippi, mas foi impedido de entrar. O procurador-geral Robert Kennedy respondeu enviando 400 marechais federais, enquanto o presidente Kennedy relutantemente enviou 3.000 soldados depois que a situação no campus se tornou violenta. O motim Ole Miss de 1962 deixou dois mortos e dezenas de feridos, mas Meredith finalmente se matriculou em sua primeira aula. Kennedy lamentou não ter enviado tropas antes e começou a duvidar se os "males da Reconstrução" que ele havia aprendido ou acreditado eram verdadeiros. Em 20 de novembro de 1962, Kennedy assinou a Ordem Executiva 11063, proibindo a discriminação racial em moradias apoiadas pelo governo federal ou "instalações relacionadas".
Em 1962, presidente Kennedy apoiou uma proposta de emenda constitucional que proibiria os estados de condicionar o direito de voto nas eleições federais ao pagamento de um poll tax ou outros tipos de imposto. Ele considerou a emenda constitucional a melhor maneira de evitar uma obstrução, pois a alegação de que a abolição federal do poll tax era inconstitucional seria discutível. Ainda assim, alguns liberais se opuseram à ação de Kennedy, achando que uma emenda seria muito lenta em comparação com a legislação. Vários grupos de direitos civis opuseram à emenda proposta alegando que ela "daria um precedente imutável para desviar toda a legislação de direitos civis para o procedimento de emenda". A emenda foi aprovada por ambas as casas do Congresso em agosto de 1962 e enviada aos estados para ratificação. Foi ratificado em 23 de janeiro de 1964, pelo número necessário de estados (38), tornando-se a Vigésima Quarta Emenda à Constituição dos Estados Unidos.

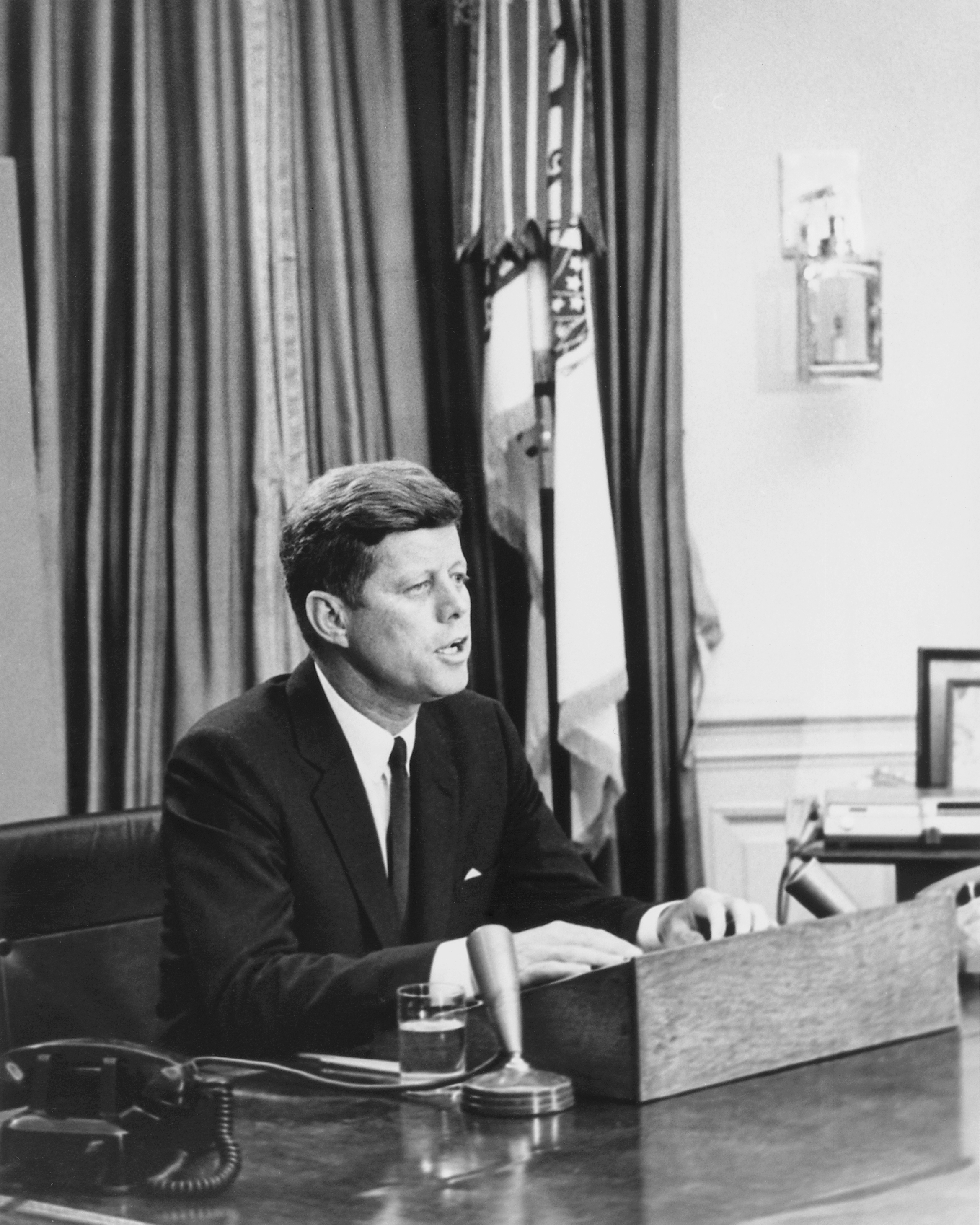
Kennedy abordando a nação sobre os direitos civis, 11 de junho de 1963

Perturbado pela reação violenta à campanha dos direitos civis em Birmingham, e ansioso para evitar mais violência ou danos às relações exteriores dos EUA, Kennedy assumiu uma postura mais ativa sobre os direitos civis em 1963. Em 11 de junho de 1963, o presidente Kennedy interveio quando o governador do Alabama, George Wallace, bloqueou a entrada da Universidade do Alabama para impedir dois estudantes afro-americanos de comparecer. Wallace se afastou apenas depois de ser confrontado pelo vice-procurador-geral Nicholas Katzenbach e pela Guarda Nacional do Alabama, que acabara de ser federalizada por ordem do presidente. Naquela noite, Kennedy fez um importante discurso sobre direitos civis na televisão e no rádio nacionais. Nele, ele lançou sua iniciativa para uma legislação de direitos civis que garantisse igualdade de acesso às escolas públicas e outras instalações, a administração igualitária da justiça e também fornecesse maior proteção aos direitos de voto. A adesão de Kennedy às causas dos direitos civis lhe custaria no Sul; Pesquisas Gallup feitas em setembro de 1963 mostraram seu índice de aprovação em 44% no Sul, em comparação com um índice de aprovação nacional de 62%.
Uma multidão de mais de cem mil, predominantemente afro-americanos, reuniu-se em Washington para a Marcha dos Direitos Civis em Washington por Emprego e Liberdade em 28 de agosto de 1963. Kennedy inicialmente se opôs à marcha, temendo que isso tivesse um efeito negativo nas perspectivas dos projetos de direitos civis pendentes no Congresso. Esses temores aumentaram pouco antes da marcha, quando o diretor do FBI J. Edgar Hoover apresentou a Kennedy relatos de que alguns dos conselheiros próximos de Martin Luther King Jr., especificamente Jack O'Dell e Stanley Levison, eram comunistas. Quando King ignorou o aviso do governo, Robert Kennedy emitiu uma diretriz autorizando o FBI a grampear King e outros líderes da Conferência de Liderança Cristã do Sul. Embora Kennedy só tenha dado aprovação por escrito para escutas telefônicas limitadas dos telefones de King "em caráter experimental, por mais ou menos um mês", Hoover estendeu a autorização para que seus homens fossem "soltos" para procurar evidências em qualquer área da vida de King. As escutas continuaram até junho de 1966 e foram reveladas em 1968.
A tarefa de coordenar o envolvimento do governo federal na marcha de 28 de agosto em Washington foi confiada ao Departamento de Justiça, que canalizou várias centenas de milhares de dólares para os seis patrocinadores da marcha, incluindo a NAACP e a Southern Christian Leadership Conference. Para garantir uma manifestação pacífica, os organizadores e o presidente editaram pessoalmente discursos inflamados e colaboraram em todos os aspectos relacionados a horários e locais. Kennedy assistiu ao discurso de King na TV e ficou muito impressionado. A marcha foi considerada um "triunfo do protesto administrado", e nenhuma prisão relacionada à manifestação ocorreu. Depois, os líderes da Marcha aceitaram um convite à Casa Branca para se encontrar com Kennedy e fotos foram tiradas. Kennedy sentiu que a marcha também foi uma vitória para ele e reforçou as chances de seu projeto de lei de direitos civis.
Apesar do sucesso da Marcha, a luta maior estava longe de terminar. Três semanas depois, uma bomba explodiu no domingo, 15 de setembro, quatro crianças afro-americanas morreram na explosão, e outras duas crianças foram mortas a tiros depois. Devido a esse ressurgimento da violência, a legislação de direitos civis sofreu algumas alterações drásticas que colocaram em perigo qualquer perspectiva de sua aprovação. Um presidente indignado chamou os líderes do Congresso à Casa Branca e no dia seguinte o projeto original, sem os acréscimos, teve votos suficientes para retirá-lo do comitê da Câmara. Ganhando apoio republicano, o senador Everett Dirksen prometeu que a legislação seria levada a votação, evitando uma obstrução do Senado. No verão seguinte, em 2 de julho, as garantias que Kennedy propôs em seu discurso de junho de 1963 tornaram-se lei federal, quando o presidente Johnson assinou a Lei dos Direitos Civis de 1964.

### Política espacial

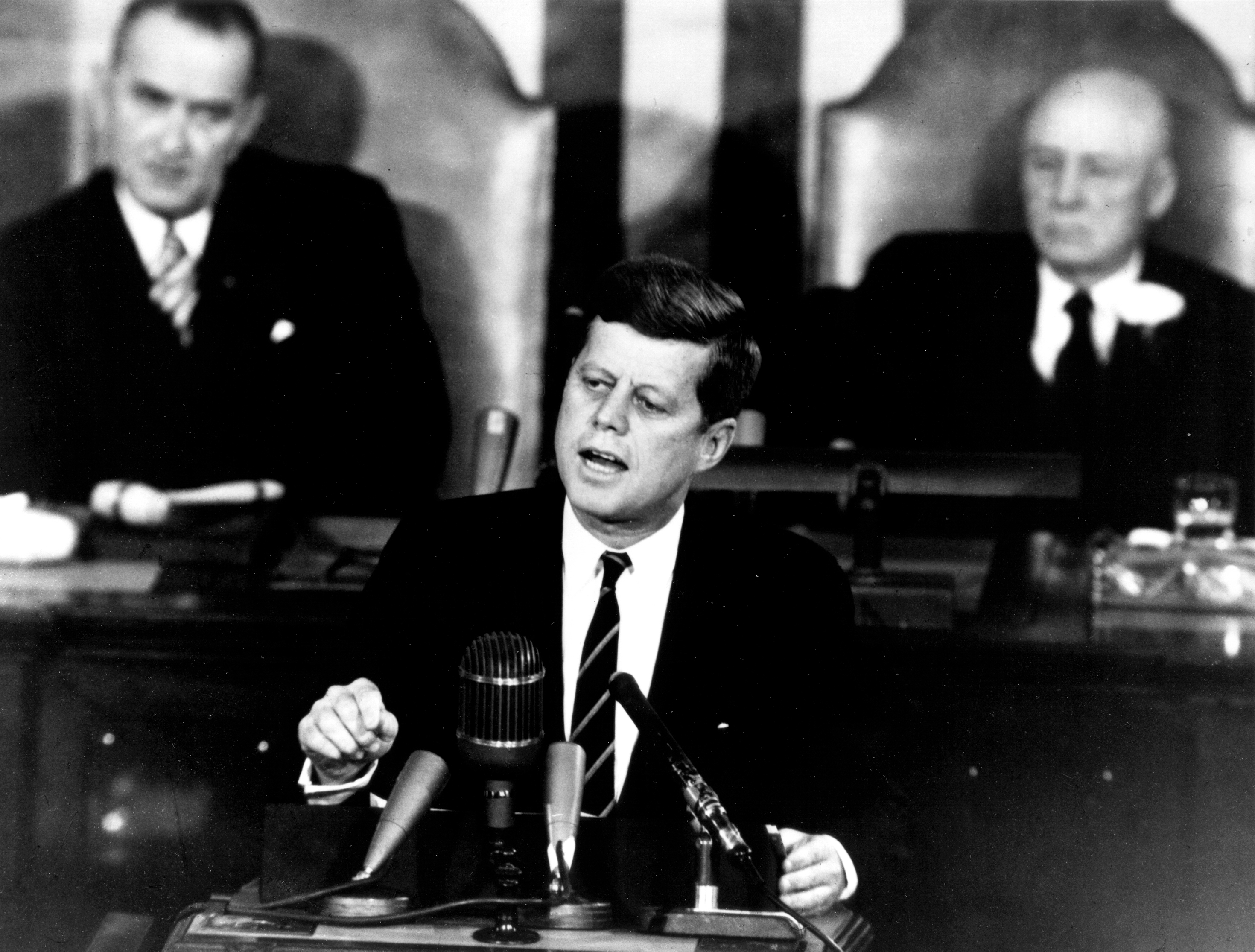
Kennedy propondo um programa para desembarcar homens na Lua ao Congresso em maio de 1961. Johnson e Sam Rayburn estão sentados atrás dele.

Após o lançamento soviético do Sputnik 1, o primeiro satélite artificial da Terra, a NASA havia proposto um pouso lunar tripulado no início dos anos 1970. financiamento para o programa tripulado, conhecido como programa Apollo, estava longe de ser certo, pois Eisenhower mantinha uma atitude ambivalente em voos espaciais tripulados. No início de sua presidência, Kennedy estava prestes a desmantelar o programa espacial tripulado, mas adiou qualquer decisão por deferência a Johnson, que havia sido um forte defensor do programa espacial no Senado. Em abril de 1961, o cosmonauta soviético Yuri Gagarin se tornou a primeira pessoa a voar no espaço, reforçando os temores americanos de serem deixados para trás em uma competição tecnológica com a União Soviética. Menos de um mês depois, Alan Shepard se tornou o primeiro americano a viajar para o espaço, fortalecendo a confiança de Kennedy na NASA.
No rescaldo do voo de Gagarin, bem como da fracassada invasão da Baía dos Porcos, Kennedy sentiu-se pressionado a responder à erosão percebida do prestígio americano. Ele pediu a Johnson para explorar a viabilidade de derrotar os soviéticos na Lua. Embora estivesse preocupado com os custos do programa, Kennedy concordou com a recomendação de Johnson de que os EUA se comprometessem com um pouso lunar tripulado como o principal objetivo do programa espacial dos EUA. Em um discurso de 25 de maio, Kennedy declarou,

... Acredito que esta nação deva se comprometer a alcançar a meta, antes do final desta década, de pousar um homem na Lua e devolvê-lo em segurança à Terra.  Nenhum projeto espacial isolado neste período será mais impressionante para a humanidade ou mais importante para a exploração espacial de longo alcance;  e nenhum será tão difícil ou caro de realizar.
Embora as pesquisas da Gallup mostrassem que muitos no público estavam céticos quanto à necessidade do Programa Apollo, os membros do Congresso apoiaram fortemente em 1961 e aprovaram um grande aumento no financiamento da NASA. Em 1962, John Glenn tornou-se o primeiro americano a orbitar a Terra e, no ano seguinte, o programa Mariner enviou um voo não tripulado por Vênus . Embora alguns membros do Congresso tenham sido favoráveis à mudança do orçamento da NASA para outros programas, Kennedy e Johnson permaneceram comprometidos com o pouso lunar. Em 20 de julho de 1969, dois astronautas americanos pousaram na Lua.

### Outros assuntos

#### Crime organizado
A questão do crime organizado ganhou atenção nacional durante a década de 1950 devido, em parte, às investigações do Comitê McClellan. Tanto Robert Kennedy quanto John F. Kennedy tinham desempenhado um papel nesse comitê e, em 1960, Robert Kennedy publicou o livro The Enemy Within, que se concentrava na influência do crime organizado nas empresas e no trabalho organizado. Sob a liderança do procurador-geral, a administração Kennedy mudou o foco do Departamento de Justiça, do FBI e da Receita Federal para o crime organizado. O governo federal alvejou líderes mafiosos proeminentes como Carlos Marcello e Joey Aiuppa; Marcello foi deportado para a Guatemala, enquanto Aiuppa foi condenado por violar a Lei do Tratado de Aves Migratórias de 1918. O principal alvo do procurador-geral era Jimmy Hoffa, o chefe do Sindicato dos Caminhoneiros. O "Get Hoffa Squad" do Departamento de Justiça finalmente garantiu a condenação de mais de 100 Teamsters, incluindo Hoffa, que foi condenado por adulteração do júri e fraude de fundos de pensão.

#### Relações nativas americanas
A construção da barragem de Kinzua inundou 10,000 acres (4,047 ha) de terras da nação Seneca que haviam ocupado sob o Tratado de 1794, e forçou 600 Seneca a se mudar para Salamanca, Nova York. Kennedy foi convidado pela American Civil Liberties Union para intervir e interromper o projeto, mas ele recusou, citando uma necessidade crítica de controle de enchentes. Ele expressou preocupação com a situação do Seneca e orientou agências governamentais a ajudar na obtenção de mais terras, danos e assistência para ajudar a mitigar seu deslocamento.

#### Agricultura
Kennedy tinha relativamente pouco interesse em questões agrícolas, mas procurou remediar a questão da superprodução, aumentar a renda dos agricultores e reduzir os gastos federais com a agricultura. Para aumentar a demanda por produtos agrícolas domésticos e ajudar os pobres, Kennedy lançou um programa piloto de Food Stamps e expandiu o programa federal de merenda escolar.

## Assassinato

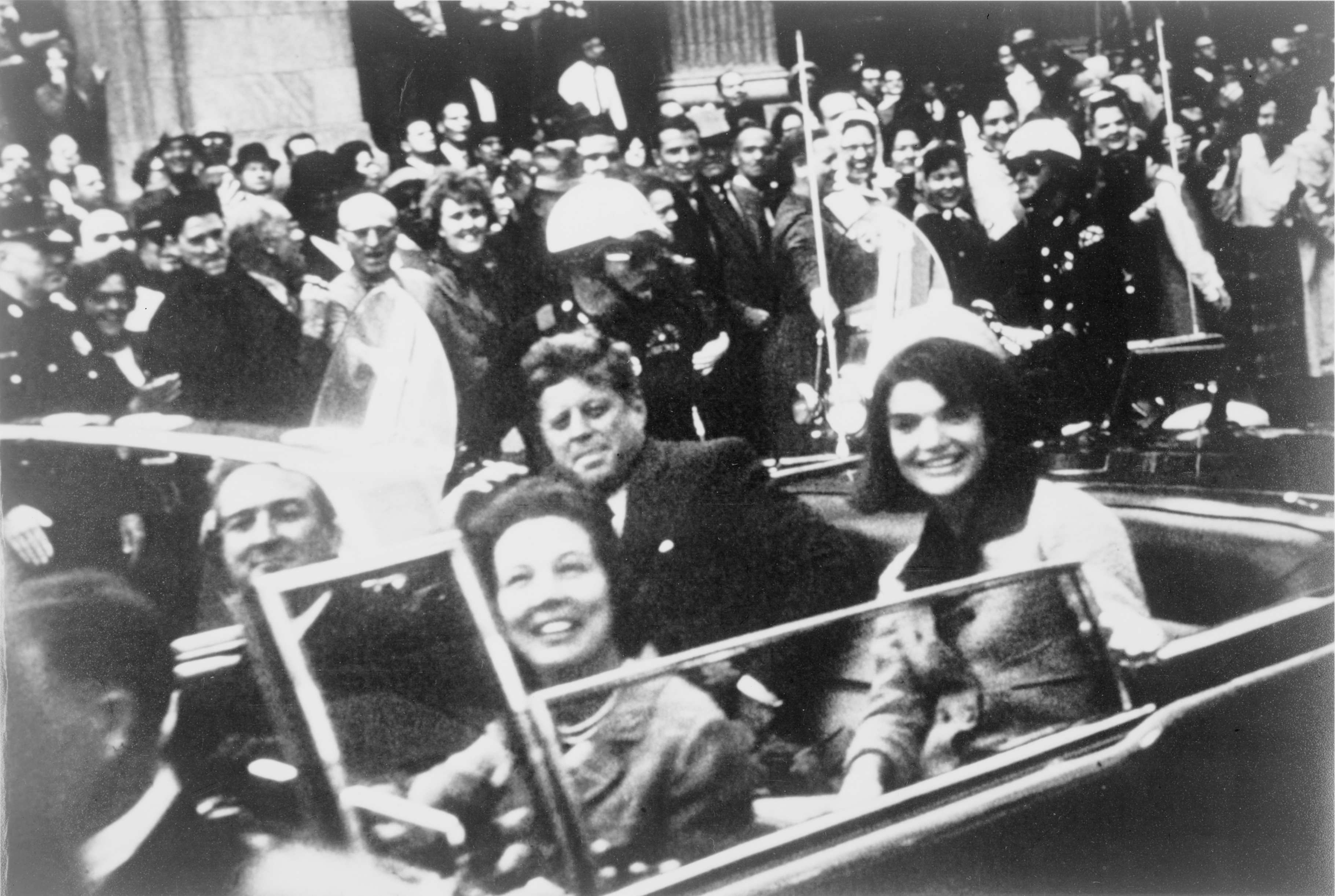
Os Kennedys e os Connallys na limusine presidencial momentos antes do assassinato em Dallas

O presidente Kennedy foi assassinado em Dallas, Texas, às 12h30 em 22 de novembro de 1963, durante uma viagem política ao Texas para suavizar os atritos no Partido Democrata entre os liberais Ralph Yarborough e Don Yarborough e o conservador John Connally. Viajando em uma carreata presidencial pelo centro de Dallas com Jackie Kennedy, Connally e a esposa de Connally, Nelly, Kennedy foi baleado na cabeça e no pescoço. Ele foi levado para o Hospital Parkland para tratamento médico de emergência, mas foi declarado morto às 13h. PM.
Horas após o assassinato, Lee Harvey Oswald, um empacotador de pedidos no Texas School Book Depository, foi preso pelo assassinato do policial JD Tippit e posteriormente acusado do assassinato de Kennedy. Oswald negou as acusações, mas foi morto pelo dono de um clube de strip-tease Jack Ruby em 24 de novembro. Ruby alegou ter matado Oswald devido à sua própria dor pela morte de Kennedy. Kennedy foi sucedido como presidente por Lyndon Johnson, que declarou em 27 de novembro que "nenhum memorial ou discurso ou elogio poderia honrar mais eloquentemente a memória do presidente Kennedy do que a primeira aprovação possível de um projeto de lei de direitos civis pelo qual ele lutou por tanto tempo".
O presidente Johnson criou a Comissão Warren – presidida pelo Chefe de Justiça Earl Warren – para investigar o assassinato. A Comissão Warren concluiu que Oswald agiu sozinho ao matar Kennedy e que Oswald não fazia parte de nenhuma conspiração. Os resultados desta investigação são contestados por muitos. Várias teorias colocam a culpa do assassinato em Cuba, na União Soviética, na Máfia, na CIA, no FBI, nos principais líderes militares ou no próprio Johnson. Uma pesquisa da Fox News de 2004 descobriu que 66% dos americanos achavam que havia uma conspiração para matar o presidente Kennedy, enquanto 74% achavam que havia um encobrimento. Uma pesquisa Gallup em meados de novembro de 2013 mostrou que 61% acreditavam em uma conspiração e apenas 30% achavam que Oswald fez isso sozinho.
O assassinato teve um enorme impacto no público americano e contribuiu para uma crescente desconfiança das instituições governamentais. Giglio escreve que o assassinato de Kennedy "invocou uma dor incomensurável", acrescentando: "[para] muitos americanos, a morte de John Kennedy encerrou uma era de excelência, inocência, esperança e otimismo". Em 2002, o historiador Carl M. Brauer concluiu que o "fascínio do público com o assassinato pode indicar uma negação psicológica da morte de Kennedy, um desejo em massa... de desfazê-la".

## Reputação histórica

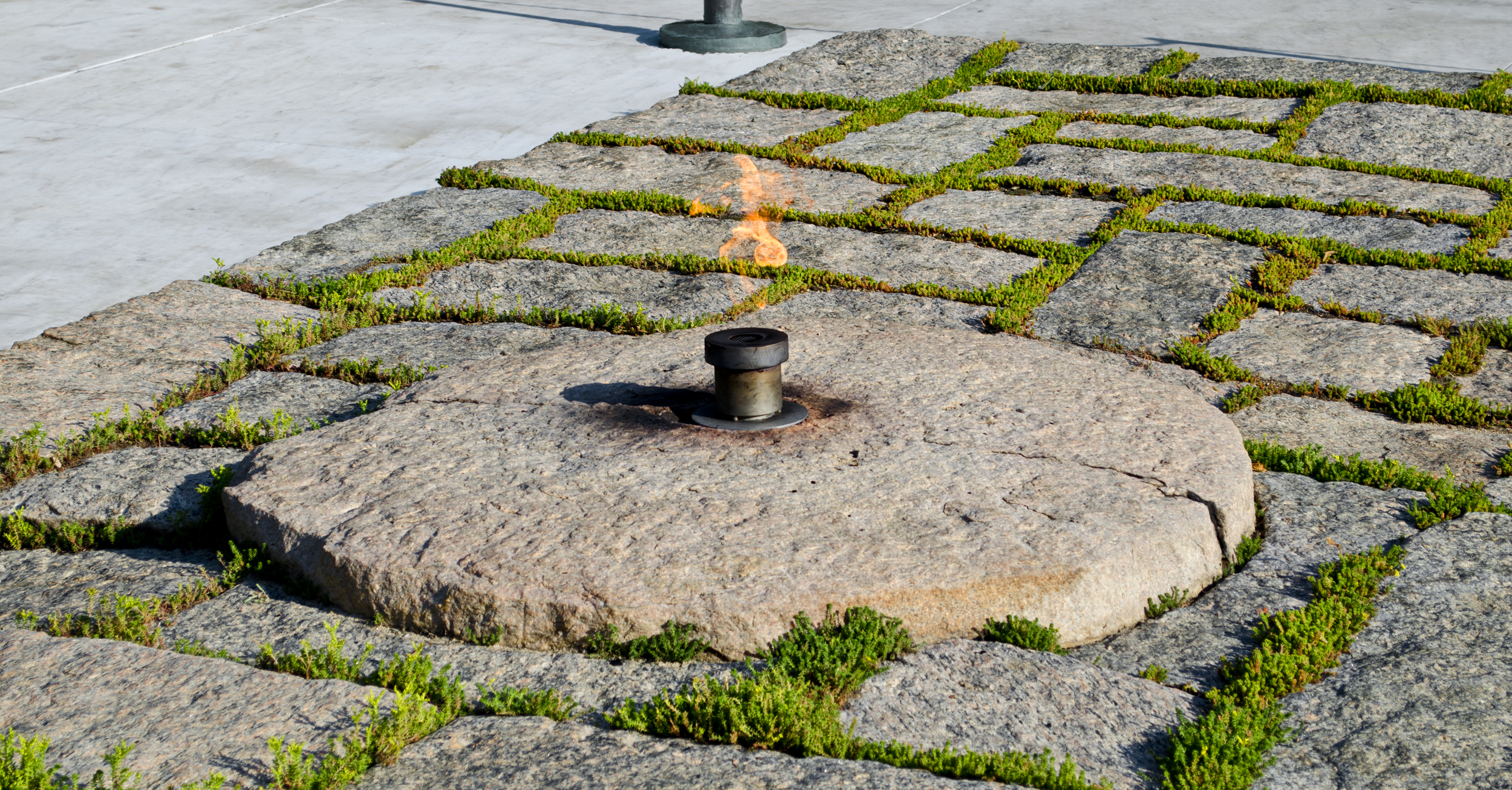
Chama Eterna no túmulo de Kennedy, Cemitério Nacional de Arlington

Assassinado no auge da vida, Kennedy continua sendo um símbolo poderoso e popular de inspiração e tragédia. O termo " Camelot " é frequentemente usado para descrever sua presidência, refletindo tanto a grandeza mítica concedida a Kennedy na morte, quanto a poderosa nostalgia que muitos sentem por aquela era da história americana. Ele é idolatrado como Abraham Lincoln e Franklin D. Roosevelt; As pesquisas da Gallup Poll mostram consistentemente seu índice de aprovação pública em torno de 80%.
Historiadores e cientistas políticos tendem a classificar Kennedy como um presidente acima da média, e ele geralmente é o presidente de mais alto escalão que serviu menos de um mandato completo. avaliações de suas políticas são mistas. A parte inicial de seu governo cometeu erros destacados pela fracassada invasão da Baía dos Porcos e pela cúpula de Viena de 1961. A segunda metade de sua presidência foi repleta de vários sucessos notáveis, pelos quais é aclamado. Ele lidou habilmente com a crise dos mísseis cubanos, ao preparar o terreno para uma era menos tensa das relações EUA-Soviética. Por outro lado, sua escalada da presença dos EUA no Vietnã foi criticada. A eficácia de Kennedy em assuntos domésticos também tem sido objeto de debate. Giglio observa que muitas das propostas de Kennedy foram adotadas pelo Congresso, mas seus programas mais importantes, incluindo seguro de saúde para idosos, ajuda federal à educação e reforma tributária, foram bloqueados durante sua presidência. Muitas das propostas de Kennedy foram aprovadas após sua morte, durante o governo Johnson, e a morte de Kennedy deu a essas propostas um poderoso componente moral.
Uma pesquisa do Washington Post de 2014 com 162 membros da seção de Presidentes e Política Executiva da American Political Science Association classificou Kennedy como o 14º mais alto entre as 43 pessoas que foram presidentes, incluindo o então presidente Barack Obama. Então, entre os "presidentes modernos", os treze de Franklin Roosevelt a Obama, ele coloca no meio do pelotão. A pesquisa também descobriu que Kennedy é o presidente dos EUA mais superestimado. Uma pesquisa C-SPAN de 2017 classificou Kennedy entre os dez melhores presidentes de todos os tempos. A pesquisa pediu a 91 historiadores presidenciais que classificassem os 43 ex-presidentes (incluindo o então presidente Barack Obama) em várias categorias para chegar a uma pontuação composta, resultando em uma classificação geral. Kennedy ficou em 8º lugar entre todos os ex-presidentes (abaixo do 6º em 2009). Suas classificações nas várias categorias desta pesquisa mais recente foram as seguintes: persuasão pública (6), liderança de crise (7), gestão econômica (7), autoridade moral (15), relações internacionais (14), habilidades administrativas (15), relações com o congresso (12), visão/estabelecimento de uma agenda (9), busca de justiça igual para todos (7), atuação com contexto de época (9). Uma pesquisa de 2018 da seção de Presidentes e Política Executiva da American Political Science Association classificou Kennedy como o 16º melhor presidente. Uma pesquisa de historiadores de 2006 classificou a decisão de Kennedy de autorizar a invasão da Baía dos Porcos como o oitavo pior erro cometido por um presidente em exercício.